# Noisette-rozen

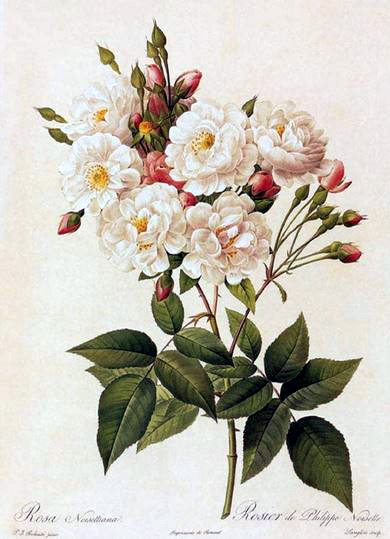
Rosa noisetteana, illustratie door Redouté (1820)

Noisette-rozen zijn een groep remonterende (meer dan eenmaal per jaar bloeiende) klimrozen, die in 19e eeuw zijn ontstaan door kruising van de oorspronkelijke Noisette-roos (Rosa noisetteana Thory) met andere rozen. De oorspronkelijke Noisette-roos, genoemd naar de Fransman Philippe Noisette, is afkomstig uit de Verenigde Staten en is een hybride tussen de Chinese roos 'Old Blush' (ook bekend als 'Parsons' Pink China') en een muskusroos (Rosa moschata). Vanuit Amerika werd ze in 1814 door Philippe Noisette naar zijn broer Louis Claude Noisette in Frankrijk gestuurd.
De Noisette-rozen waren de eerste klimrozen die meer dan een keer per jaar bloeien. Ze houden van een warm klimaat en worden het meest gekweekt in de zuidelijke staten van de Verenigde Staten en in Californië. De bloemen van de originele Noisette-rozen zijn klein, dubbel, zacht geurend en staan in dichte trossen. De kleur van de bloemen varieert tussen wit en roze. Latere kruisingen, bijvoorbeeld met de theehybride 'Parks' Yellow Tea-scented China', leverden ook gele Noisette-rozen op.

## Geschiedenis
De Fransman Philippe Noisette (1773-1835), afkomstig uit een familie van plantenkwekers, was in 1795 naar Charleston in de Amerikaanse staat South Carolina gekomen. Hier werd hij hoofdtuinman van de botanische tuinen van de 'National Medical Society'. Philippe Noisette schonk zijn buurman, de rijstboer en rozenliefhebber John Champneys (1743-1820), een exemplaar van de uit China afkomstige roos 'Old Blush'. Champneys kweekte rond 1802 uit zaad van deze roos een krachtig groeiende hybride roos die waarschijnlijk ontstond door bestuiving met een in de nabijheid groeiende wilde muskusroos Rosa moschata. 

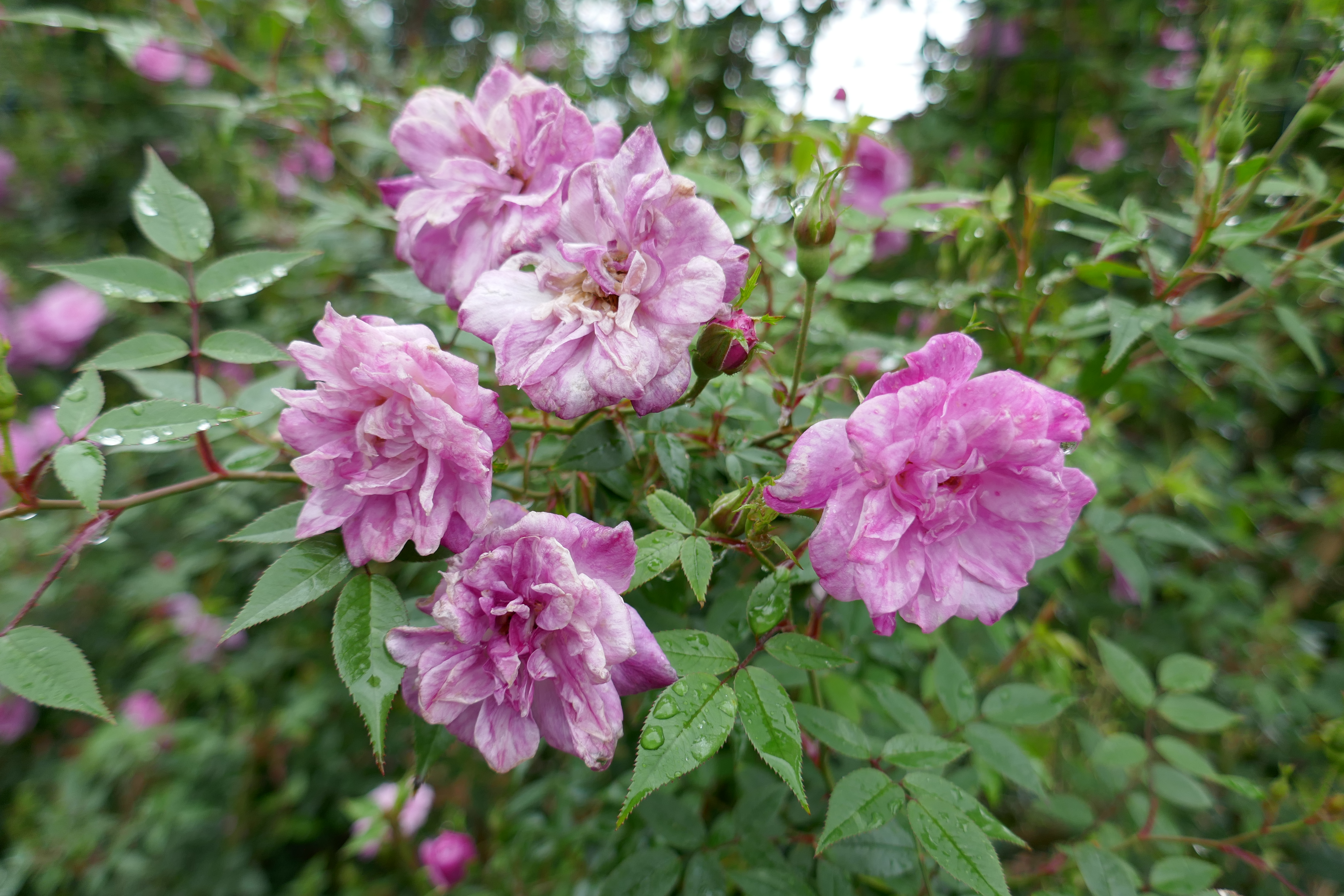
'Old Blush' (China, voor 1793)
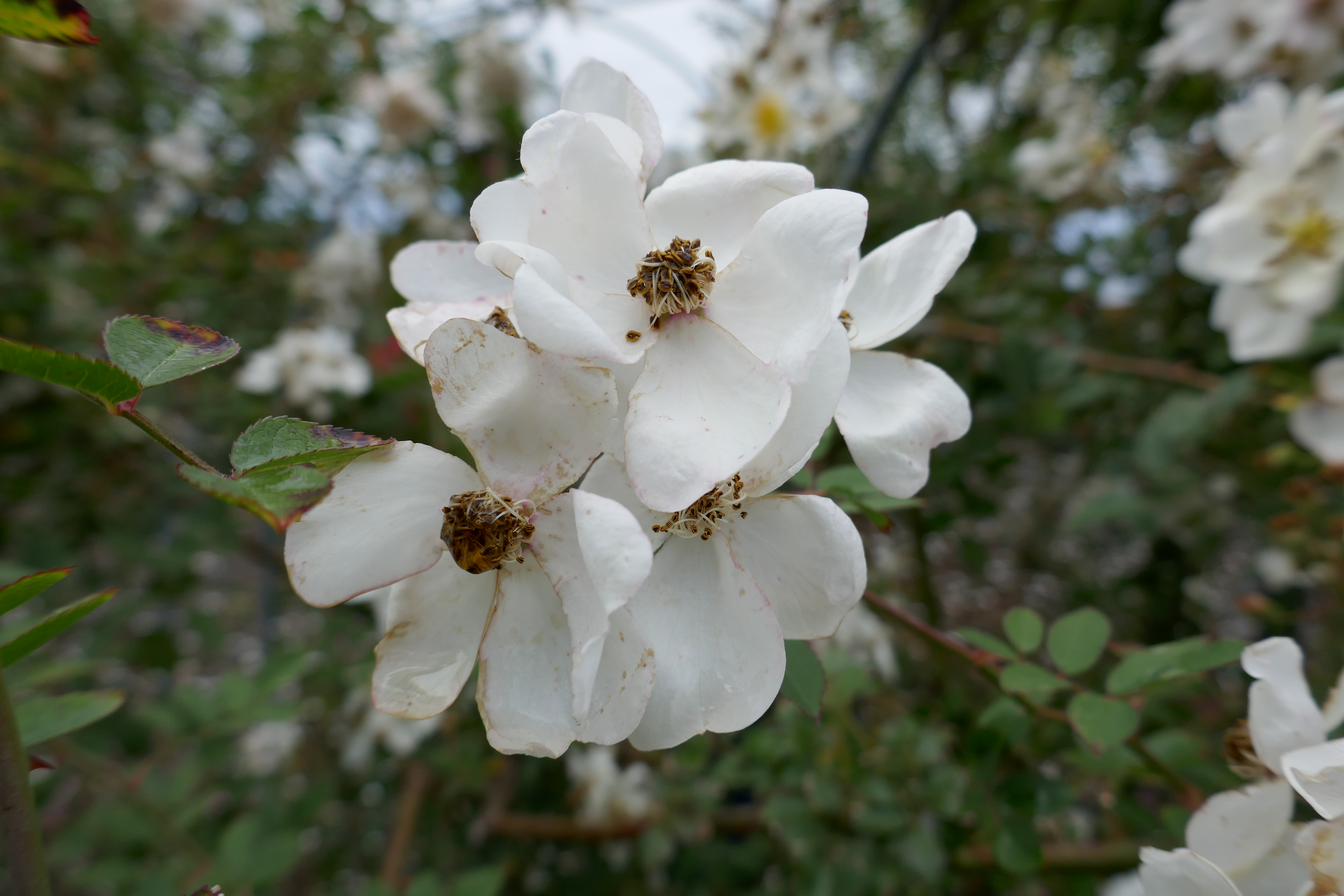
Rosa moschata

De roos heeft lichtroze, dubbele bloemen en bloeit in grote, dichte trossen. Net als de muskusroos bloeit ze slechts één keer laat in het jaar. Champneys noemde zijn nieuwe klimroos 'Champneys' Pink Cluster'. Als dank voor de roos 'Old Blush' schonk John Champneys zaad van 'Champneys' Pink Cluster' aan Philippe Noisette. 
Philippe zaaide het zaad en selecteerde uit de resulterende planten een roos die meerdere keren per jaar bloeit. Het is de eerste remonterende klimroos. In 1814 stuurt Philippe Noisette plantgoed naar zijn broer Louis Claude Noisette (1772-1849), die een boomkwekerij in Parijs bezat. In Frankrijk werd de roos enthousiast ontvangen. Pierre-Joseph Redouté maakte een aquareltekening van de roos, die in 1820 wordt gepubliceerd onder de naam Rosa noisettaeana in deel 2 van het boek Les Roses, vergezeld van een beschrijving en classificatie door de Franse botanicus Claude Antoine Thory (1757-1827). In Engeland wordt de roos 'Blush Noisette' genoemd, de naam waaronder zij tot op heden bekend staat.

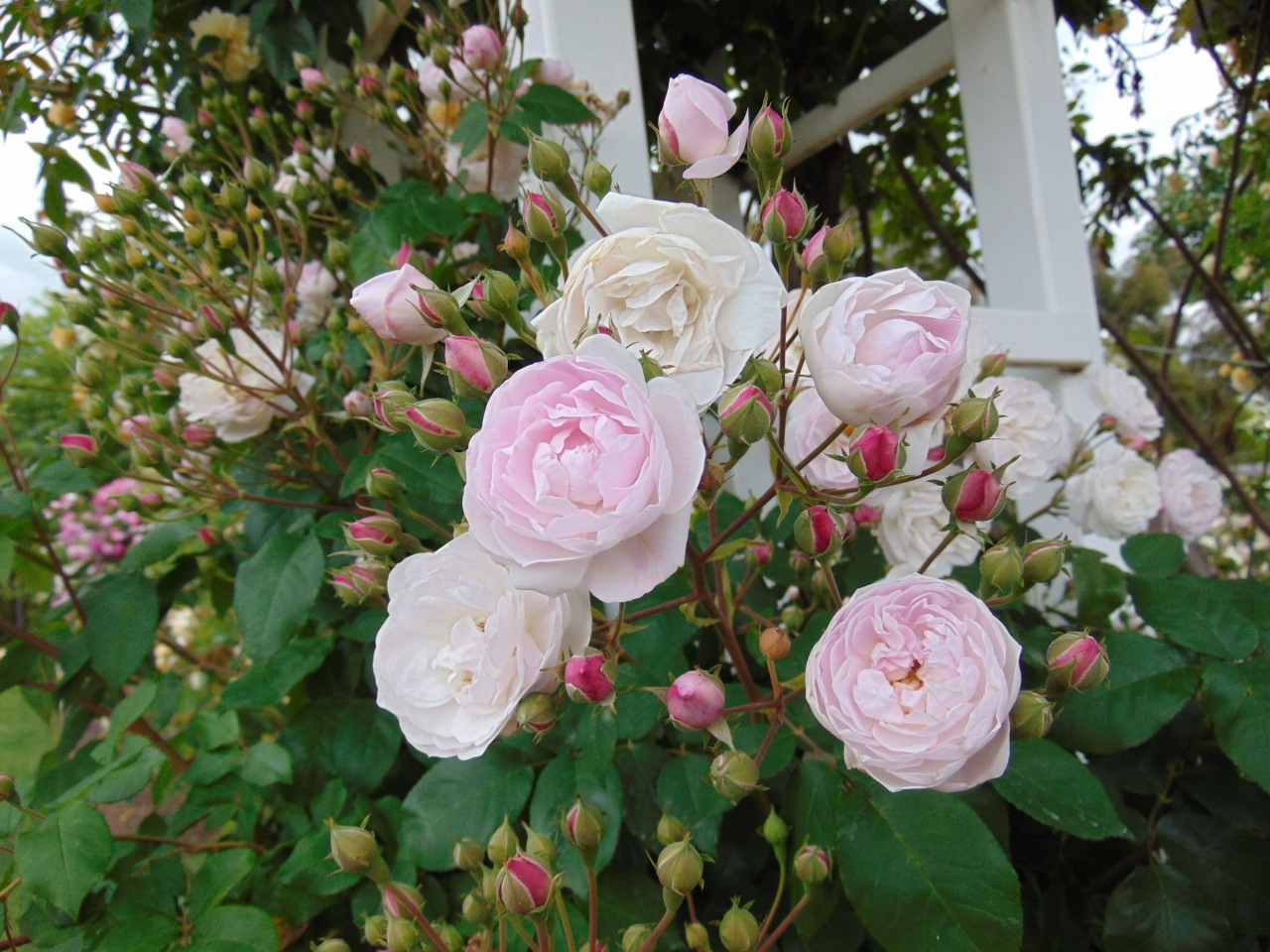
'Champneys’ Pink Cluster' (Champneys, 1811)
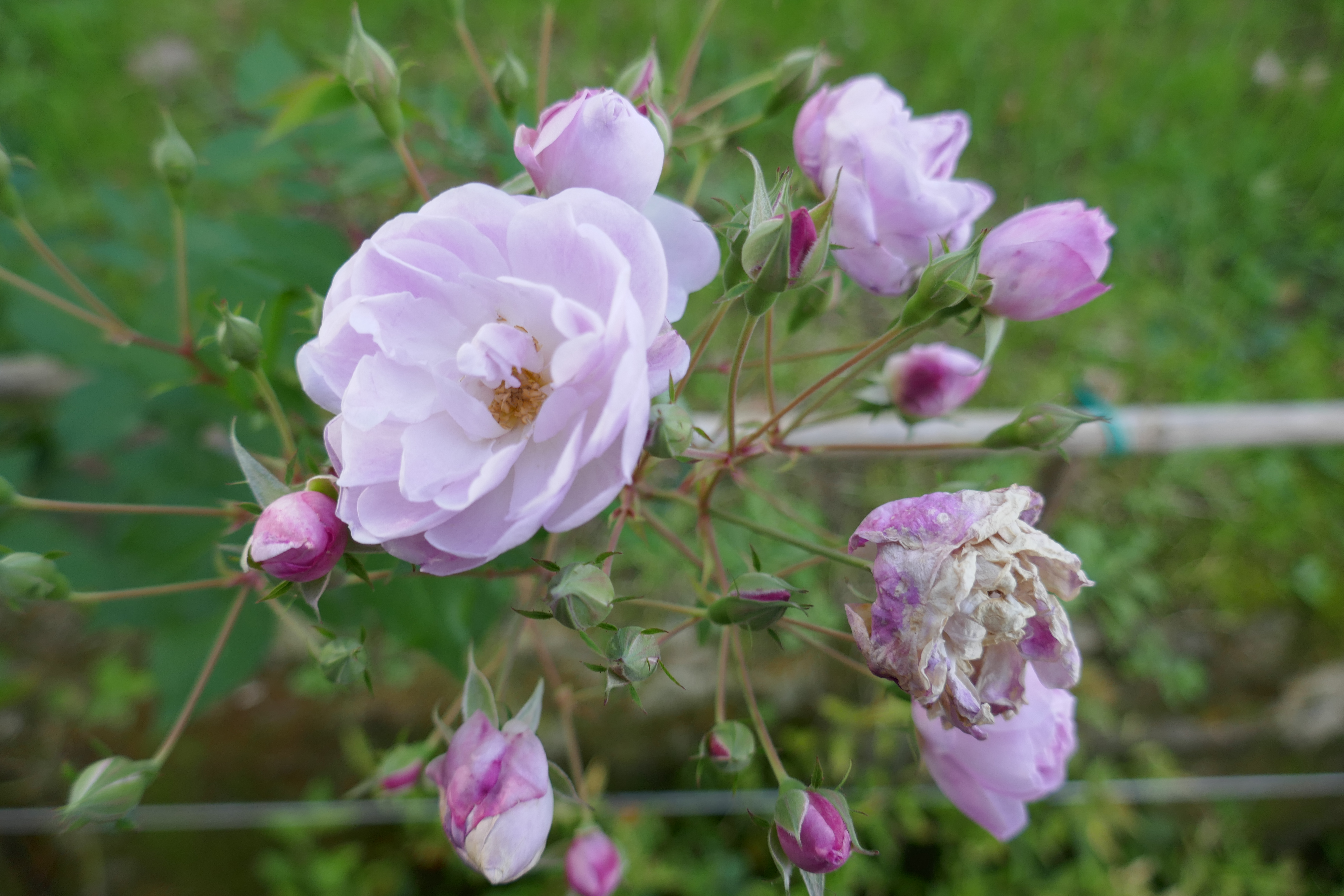
'Blush Noisette' (Noisette, 1814)

Van 'Champneys' Pink Cluster' en 'Blush Noisette' kwam meer plantgoed naar Frankrijk en Franse rozentelers begonnen in de jaren 1820 en 1830 daarmee verder te kweken, eerst in Parijs en later in Lyon. Deze nakomelingen werden Noisette-rozen genoemd. De Verenigde Staten waren de belangrijkste afzetmarkt.

### De originele Noisette-rozen
Deze Noisette-rozen lijken erg op het origineel en combineren de kenmerken van muskusrozen en de Chinese roos 'Old Blush'. Ze groeien krachtig, hebben lange takken en grijsachtige bladeren. De bloemen zijn klein, wit of roze en staan in grote trossen met tot veertig bloemen op één enkele, rechtopstaande tuil. Ze groeien alleen goed in een warm klimaat. Deze cultivars omvatten onder andere:

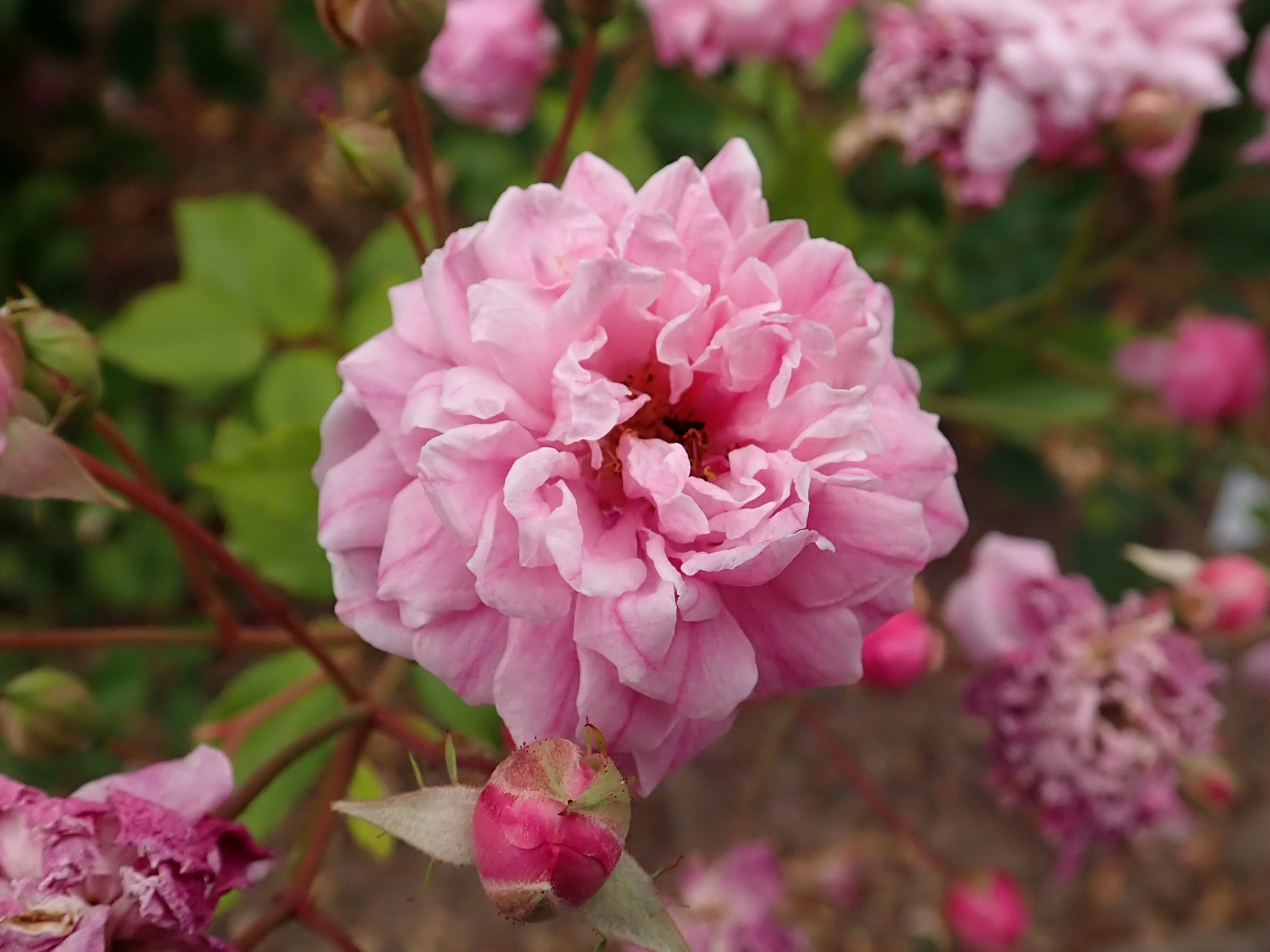
'Bougainville' (Cochet, 1822)
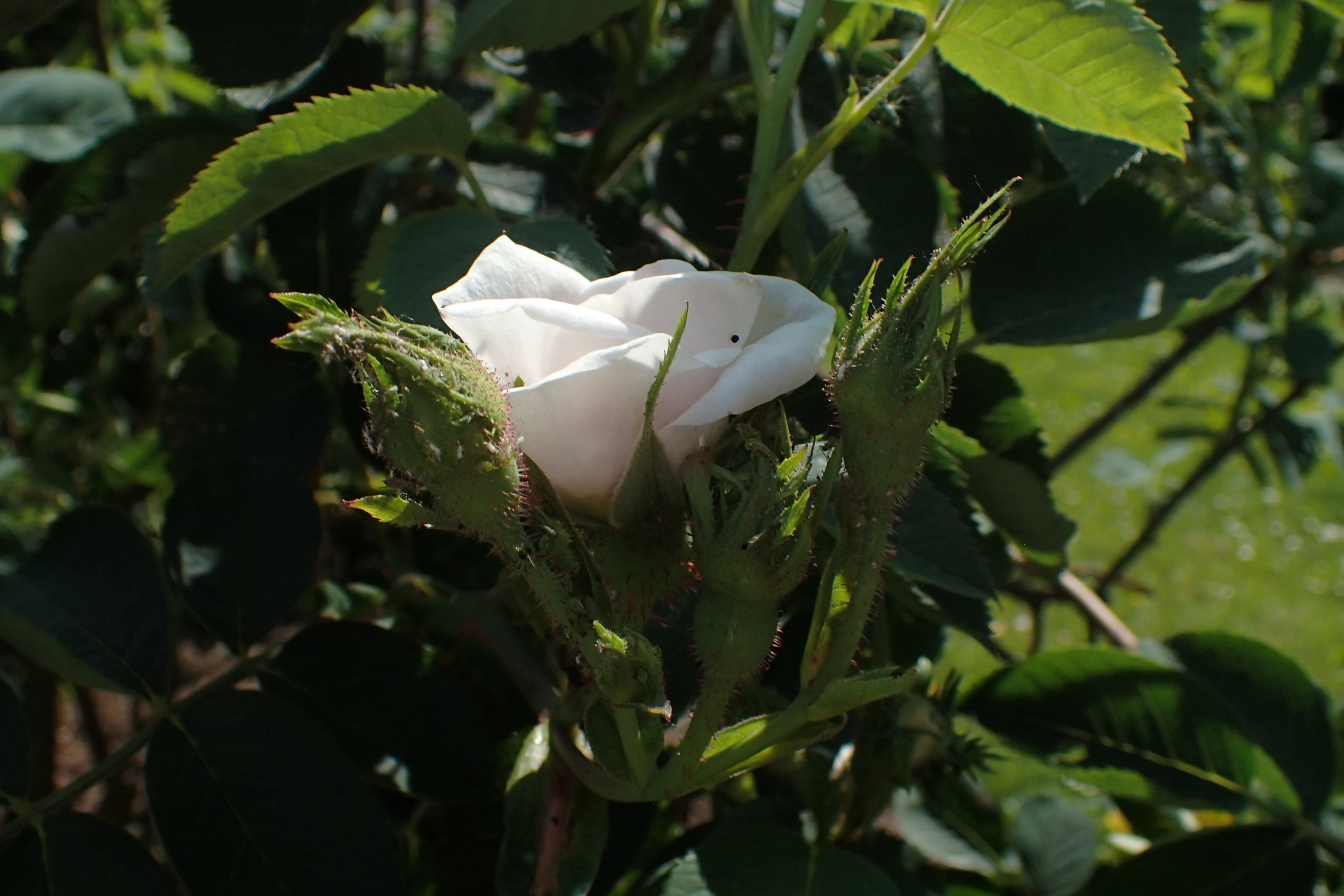
'Blanc Pur' (Mauget, 1827)
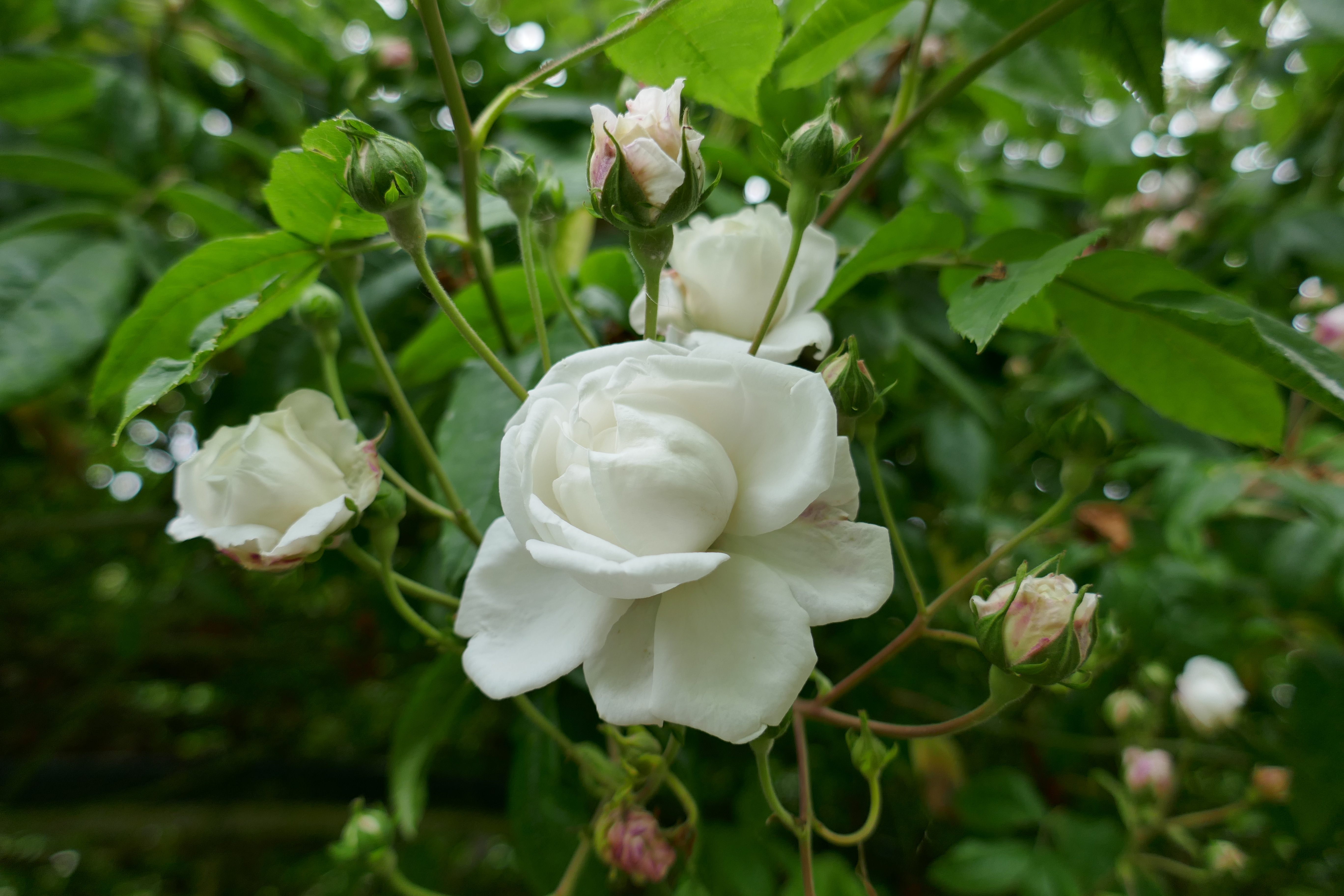
'Aimée Vibert' (Vibert, 1828)
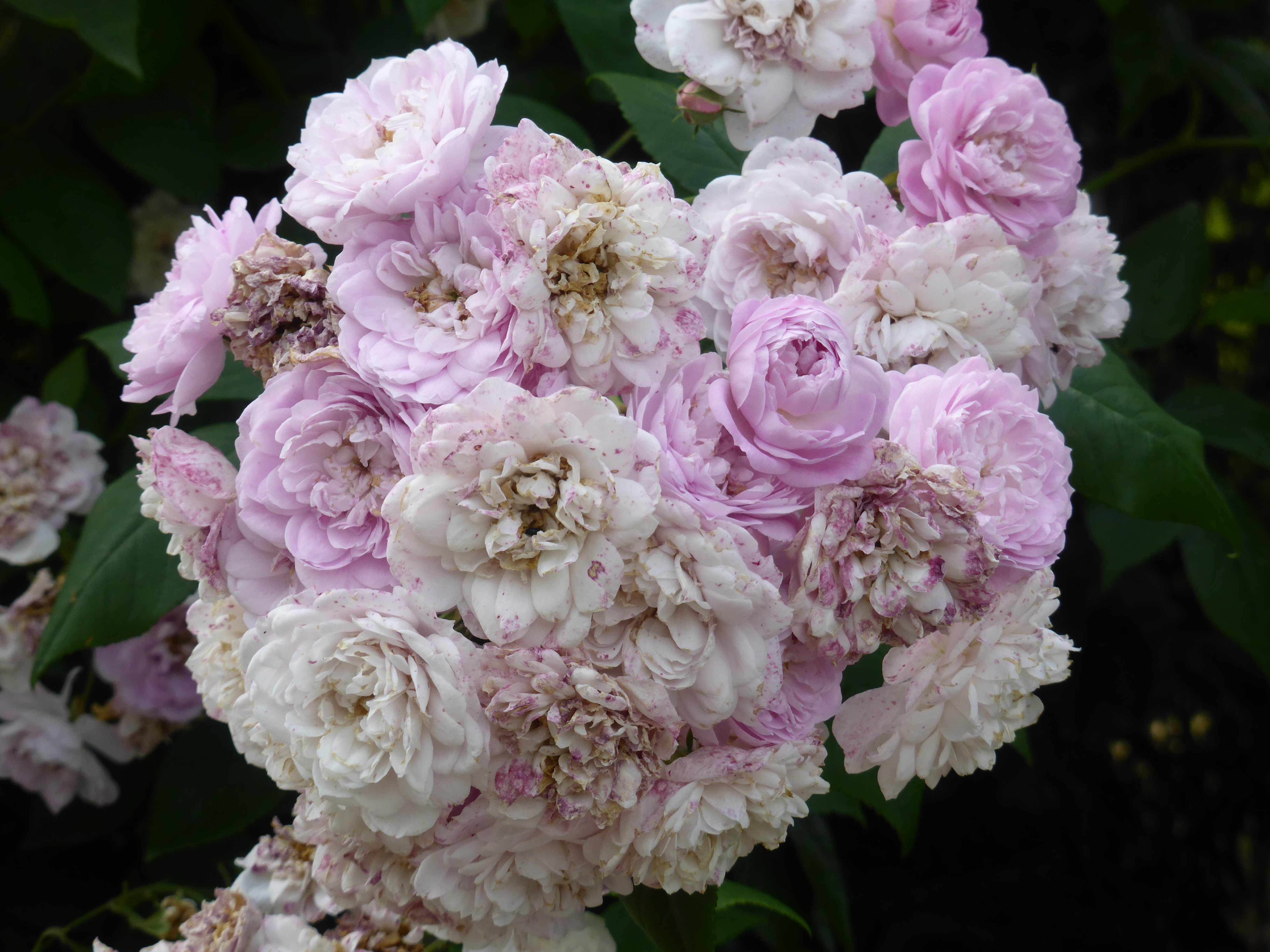
'Laure Davoust' (Laffay, 1834)
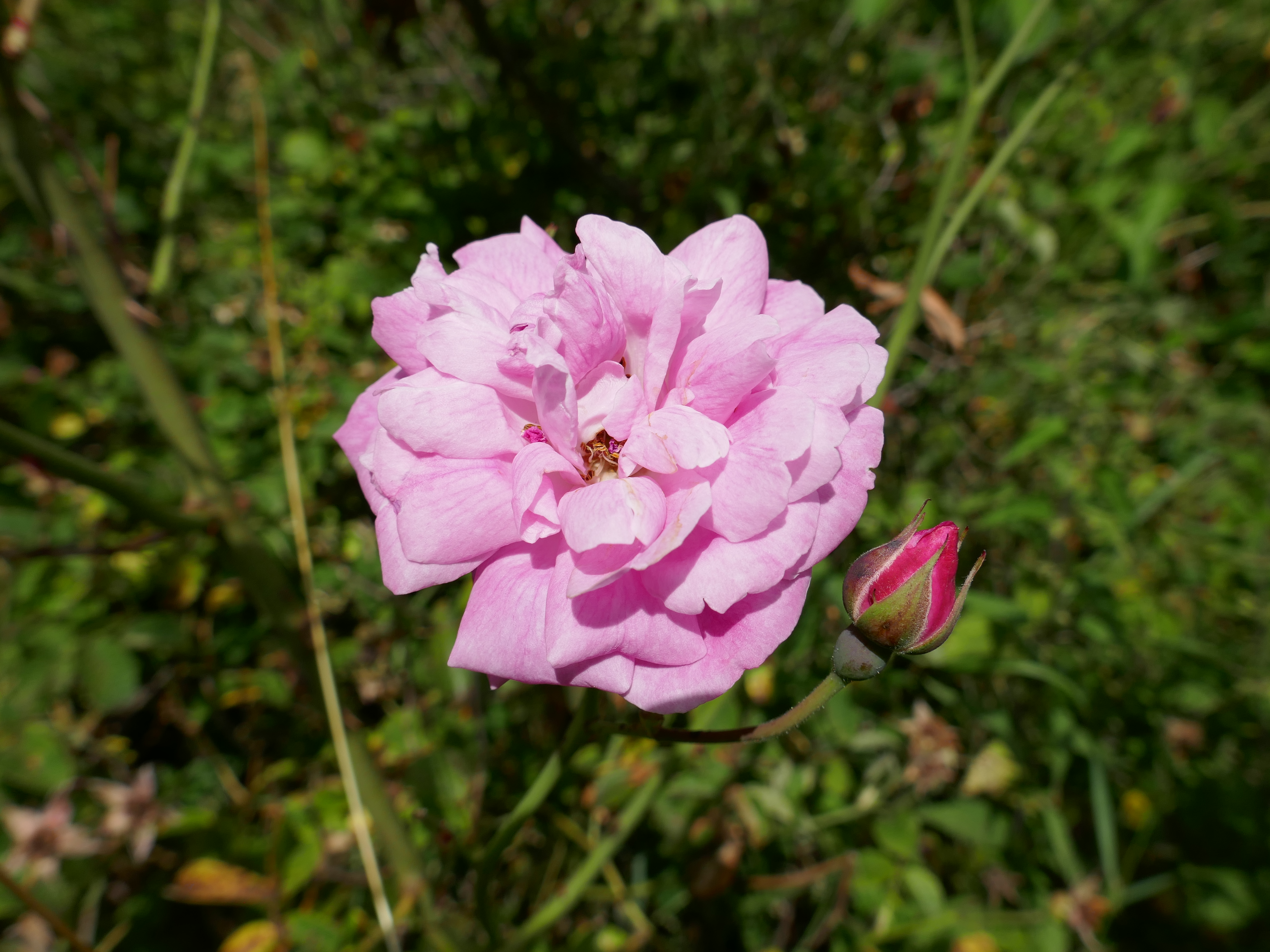
'Fellemberg' (Fellemberg, 1835)
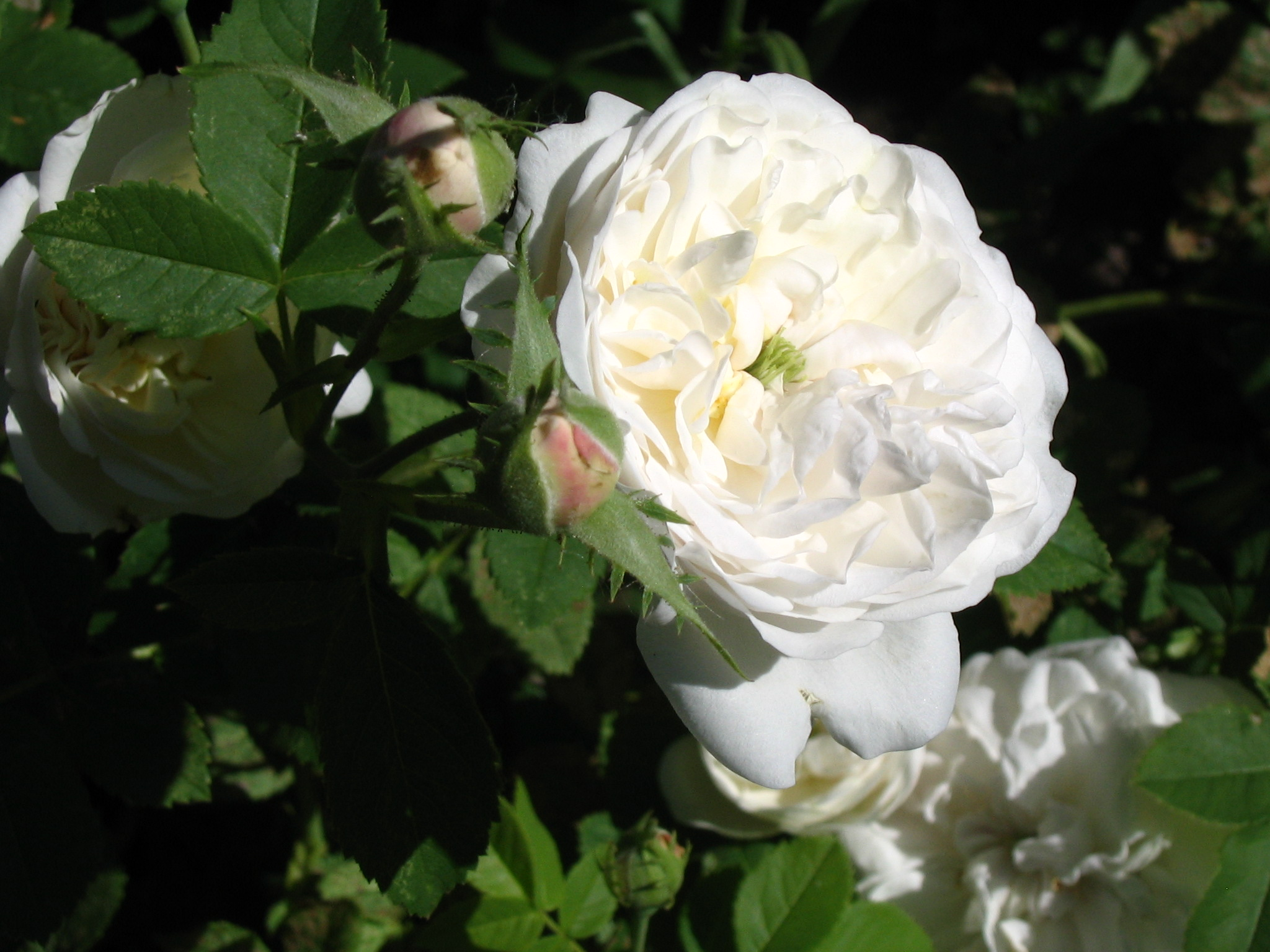
'Madame Plantier' (Plantier, 1835)
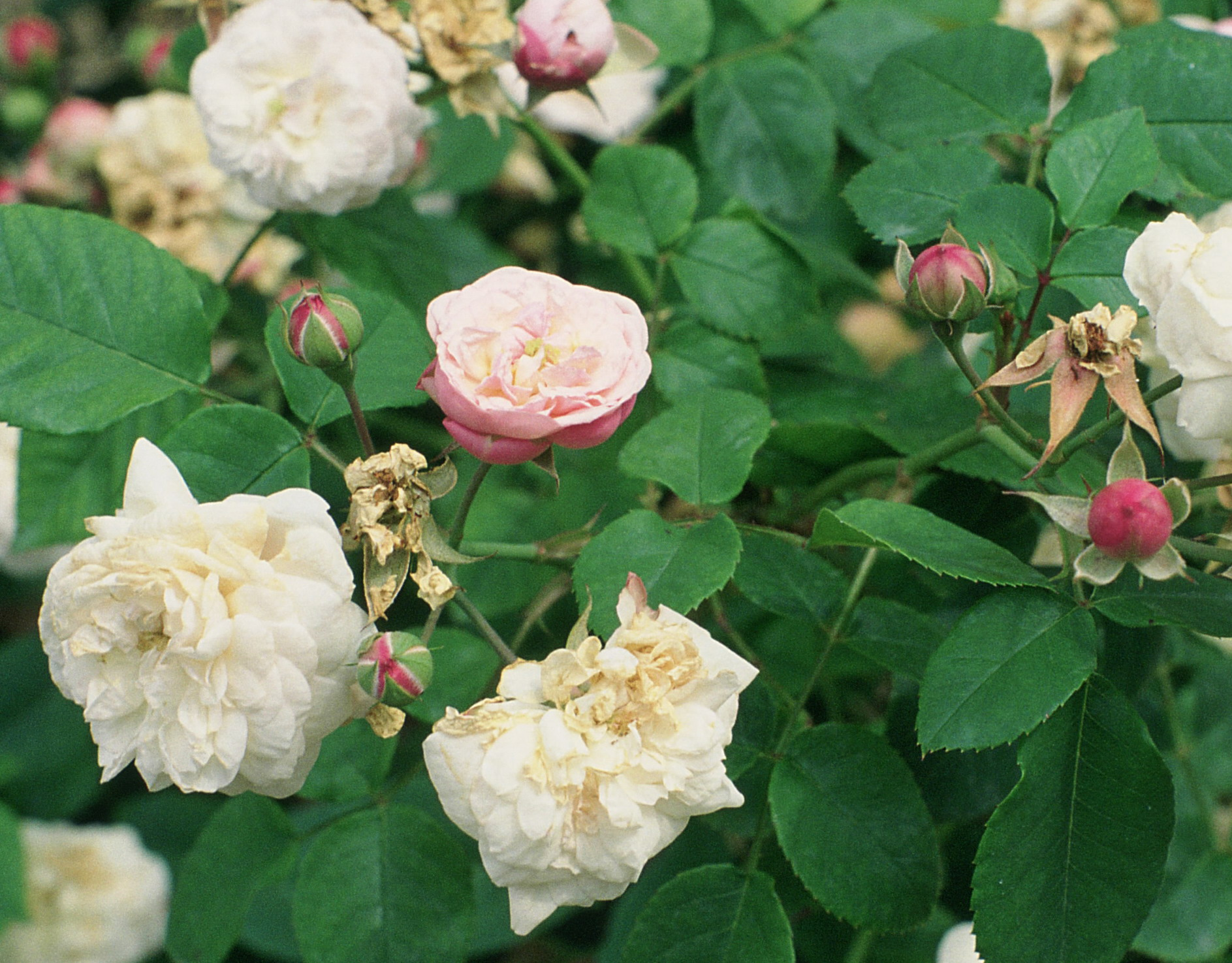
'Duchesse de Grammont' (Laffay, voor 1836)
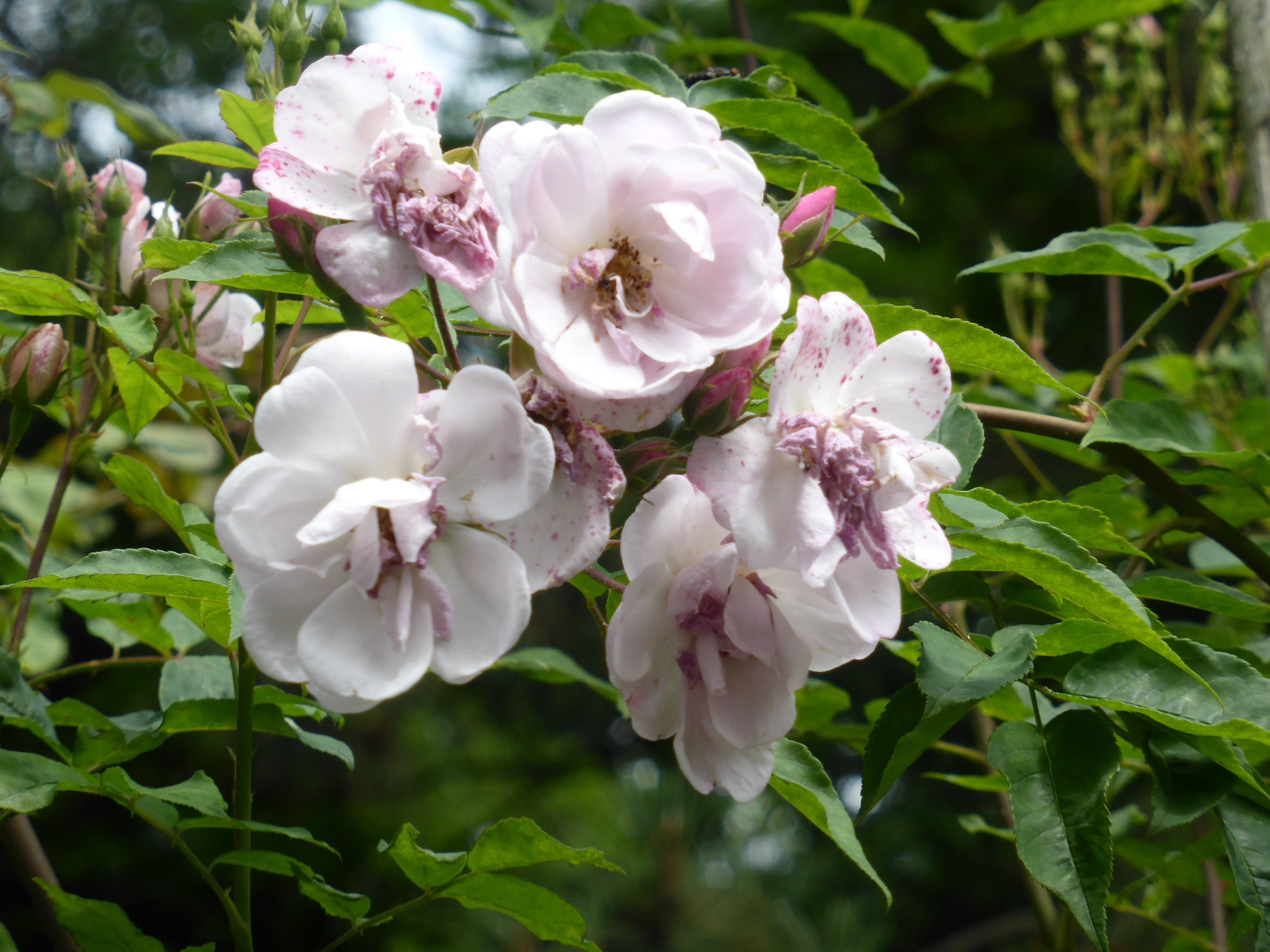
'Belle Vichysoise' (Robert, 1858)
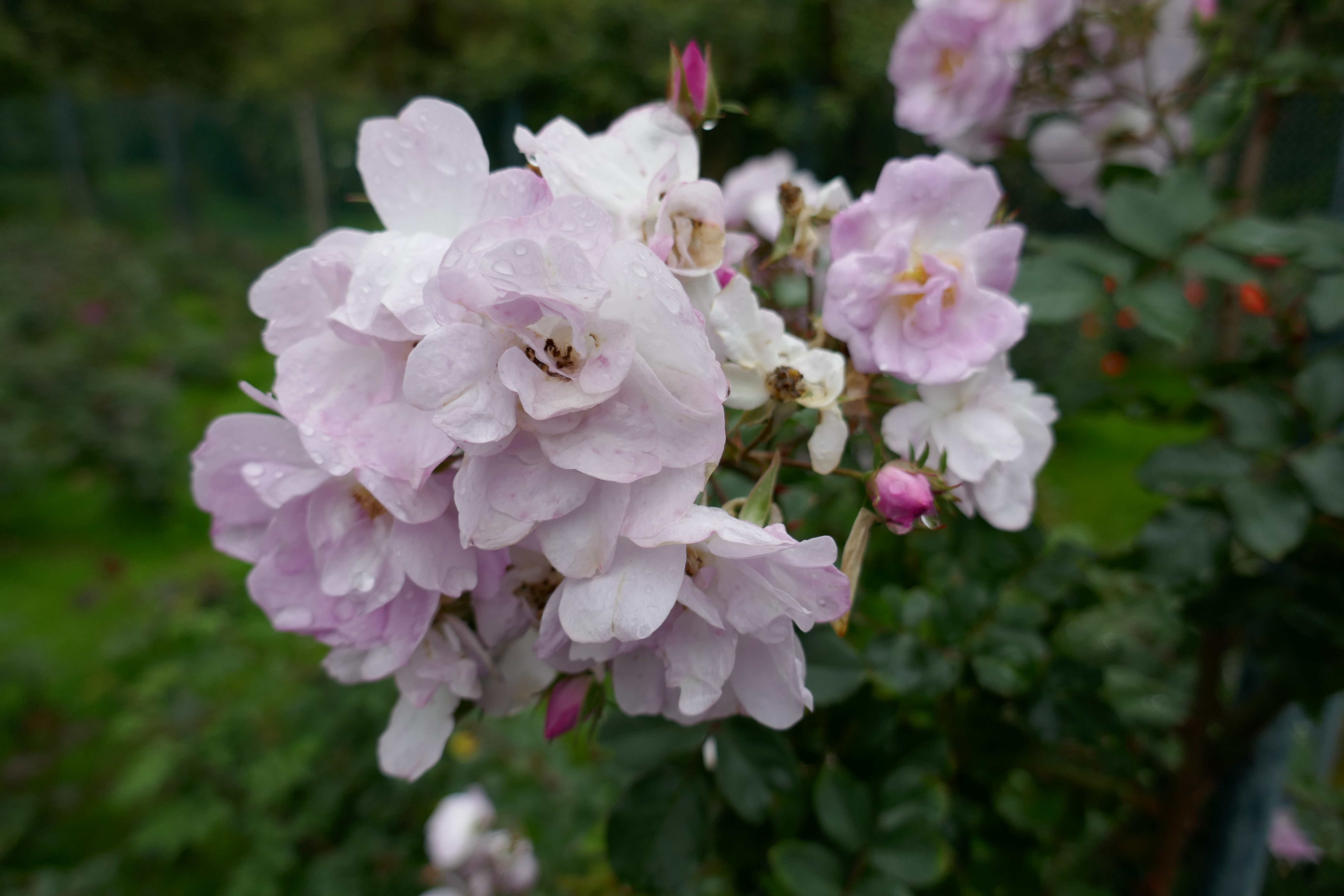
'Narrow Water' (Daisy Hill Nurseries, 1883)

### Thee-Noisettes
Nadat de lichtgele theehybride 'Parks' Yellow Tea-scented China' in 1824 vanuit Kanton naar Engeland was gebracht, begon men de Noisette-rozen overwegend met deze roos te kruisen, waardoor de klimmende, gele Noisette-rozen (Thee-Noisettes genoemd) ontstonden, onder andere:

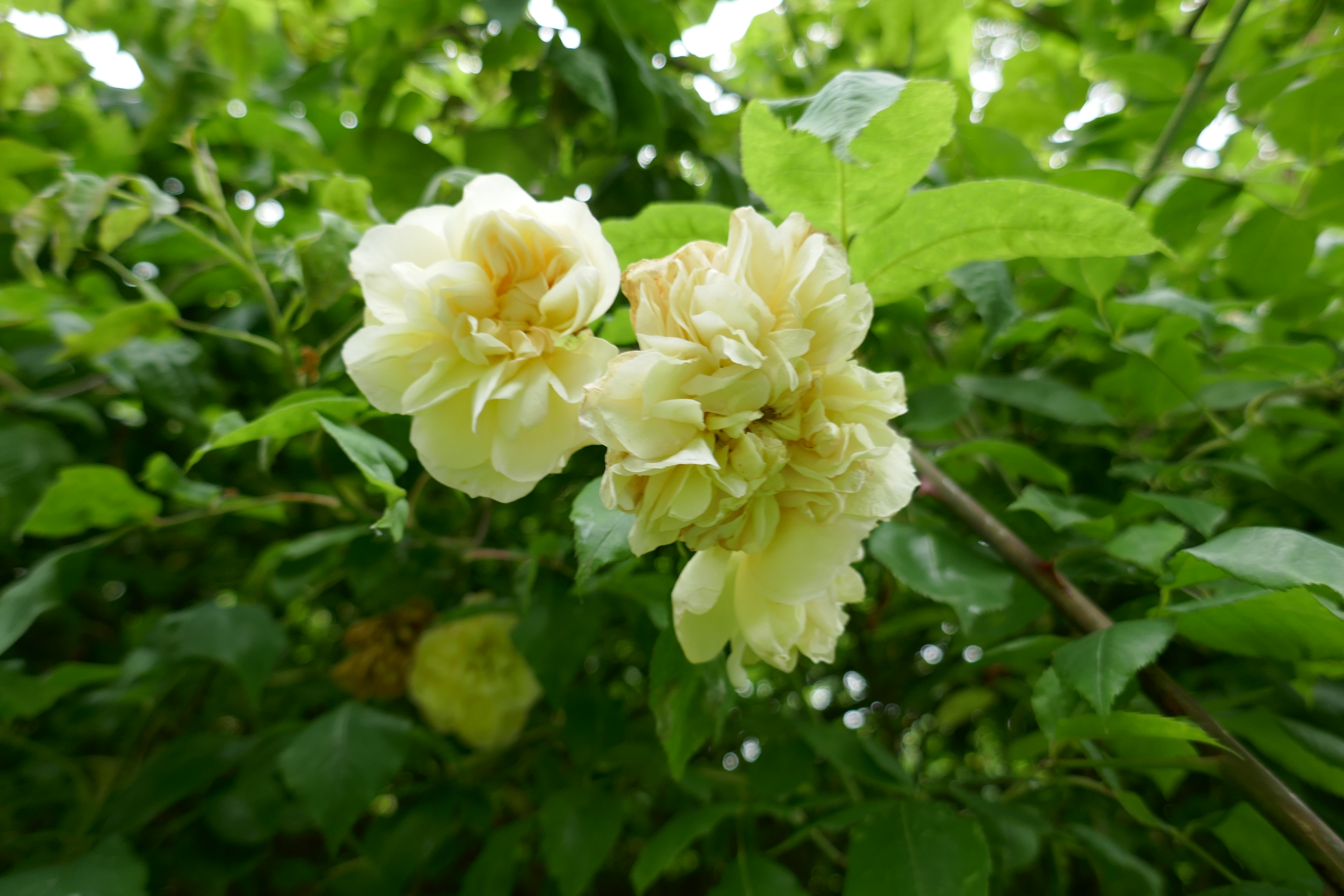
'Desprez à Fleurs Jaunes' (Desprez, 1828)
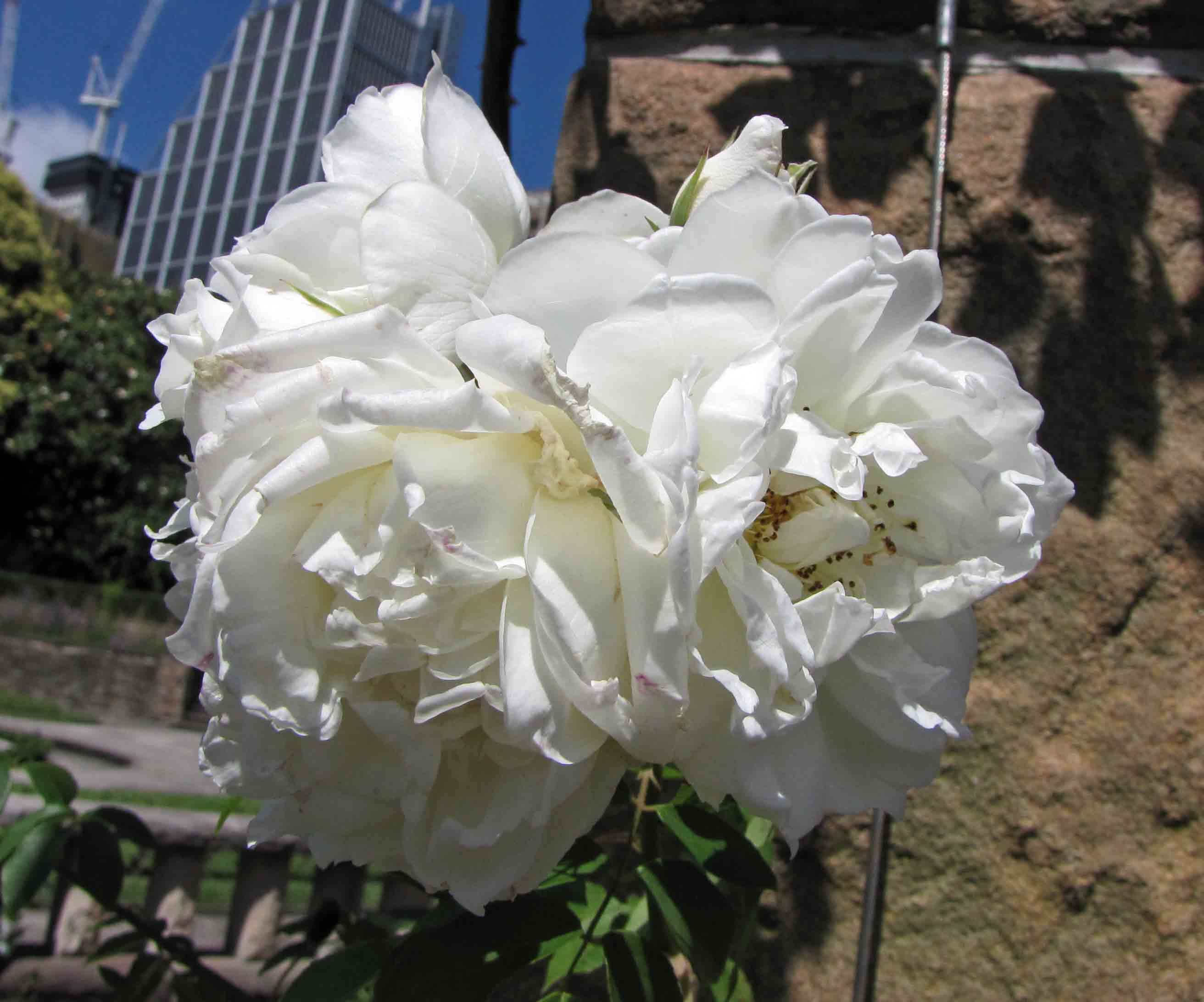
'Lamarque' (Maréchal, 1830)
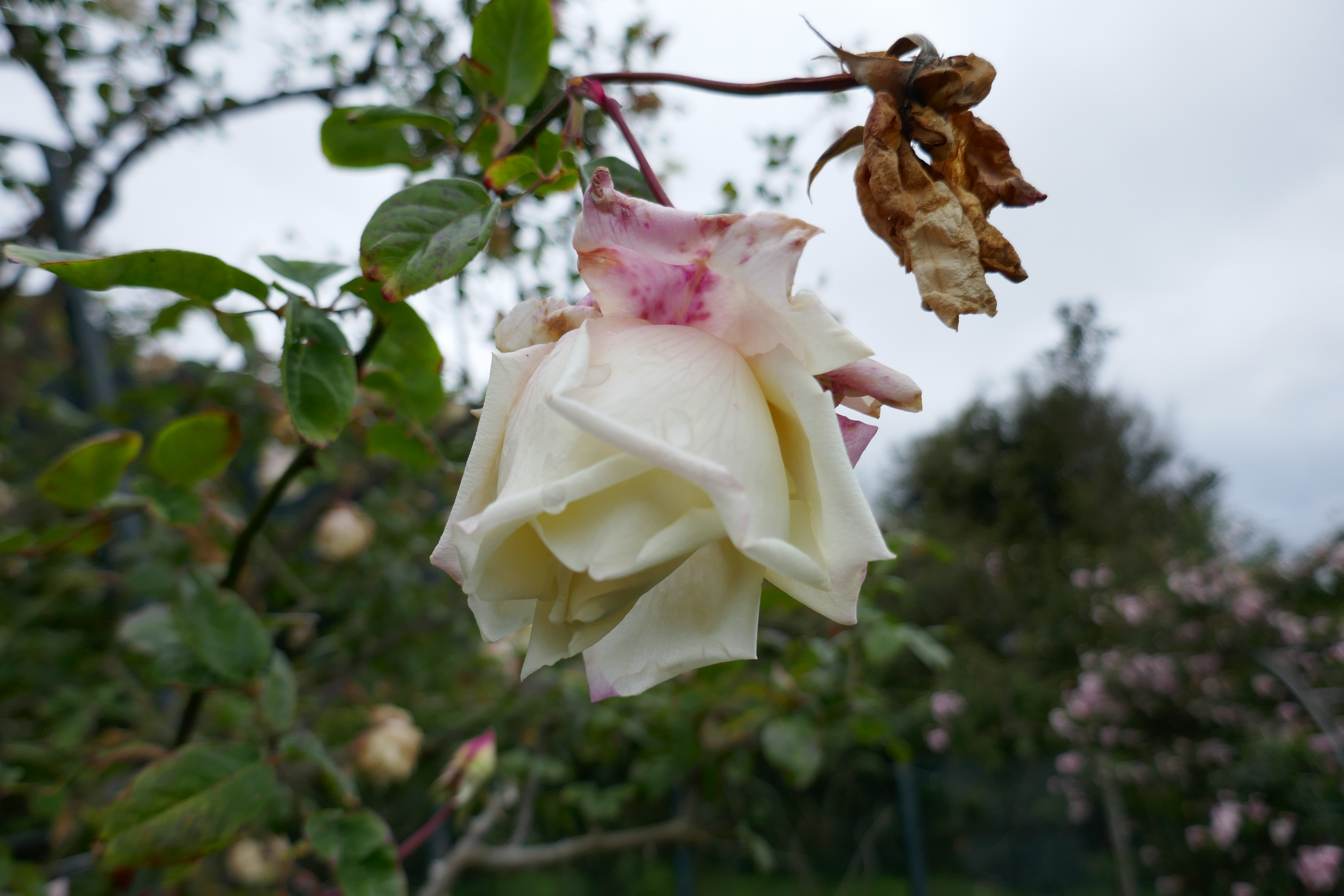
'Chromatella' (Coquereau, 1841)
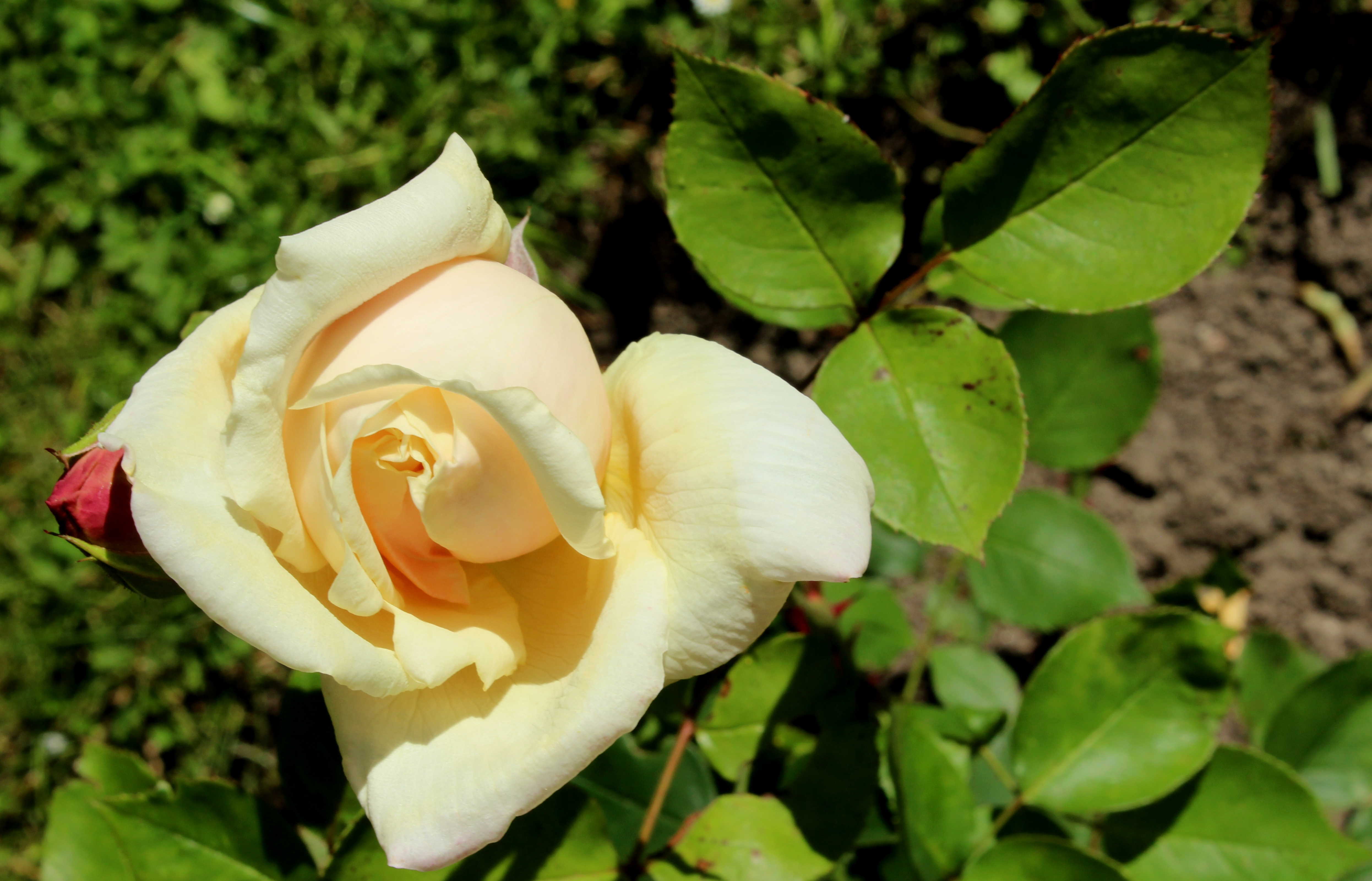
'Gloire de Dijon' (Jacotot, 1850)
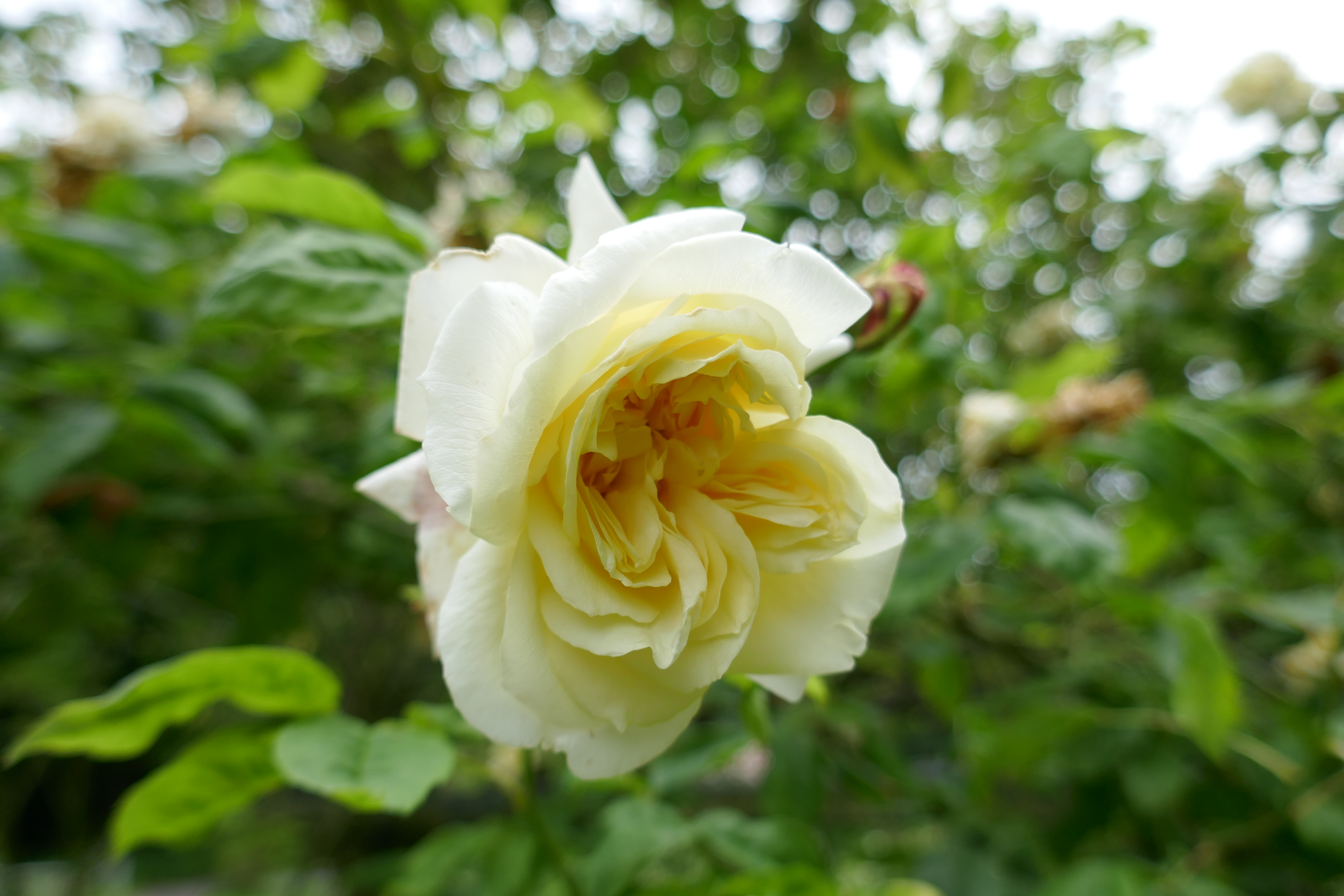
'Céline Forestier' (Trouillard, 1860)
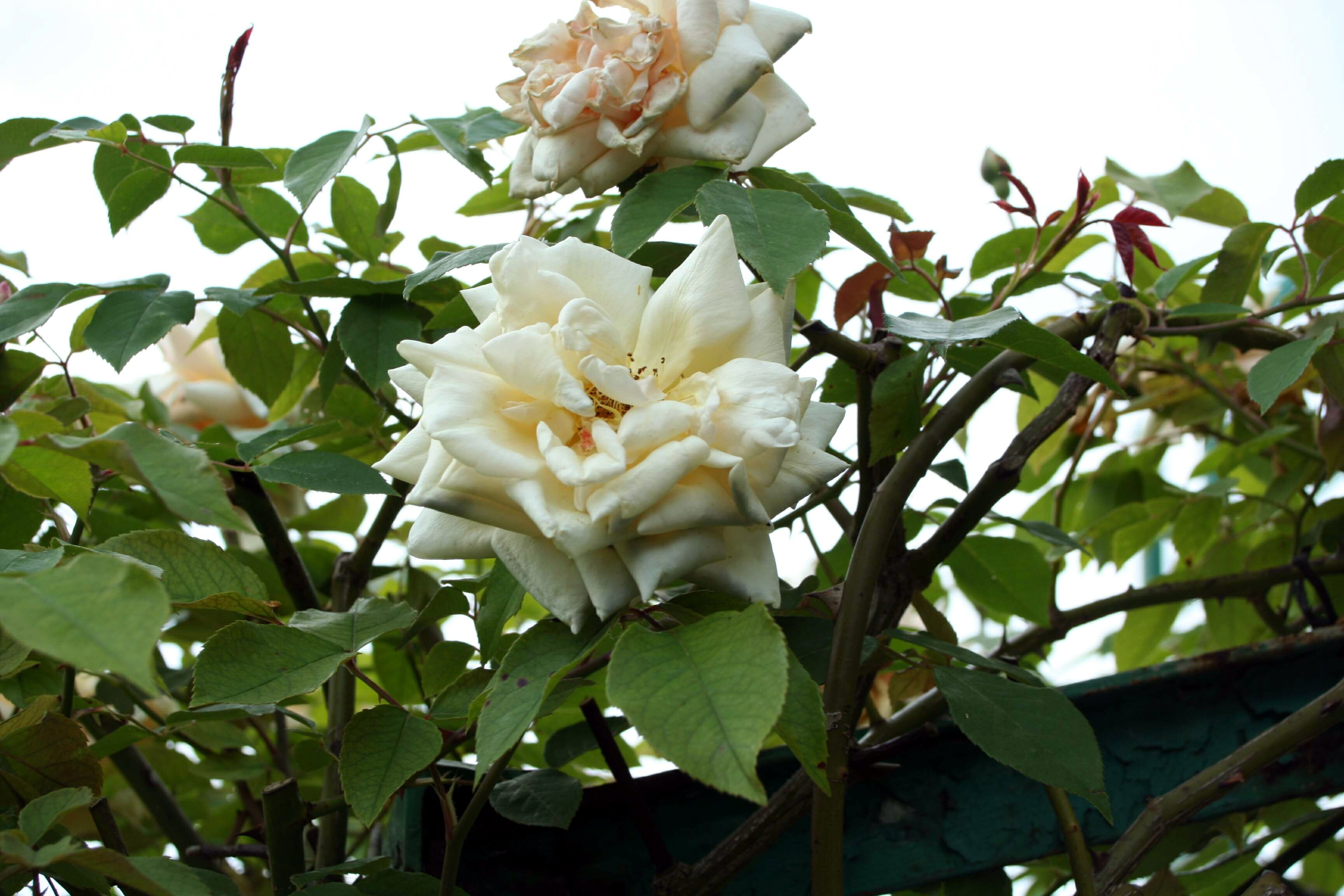
'Rêve d'Or' (Ducher, 1869)
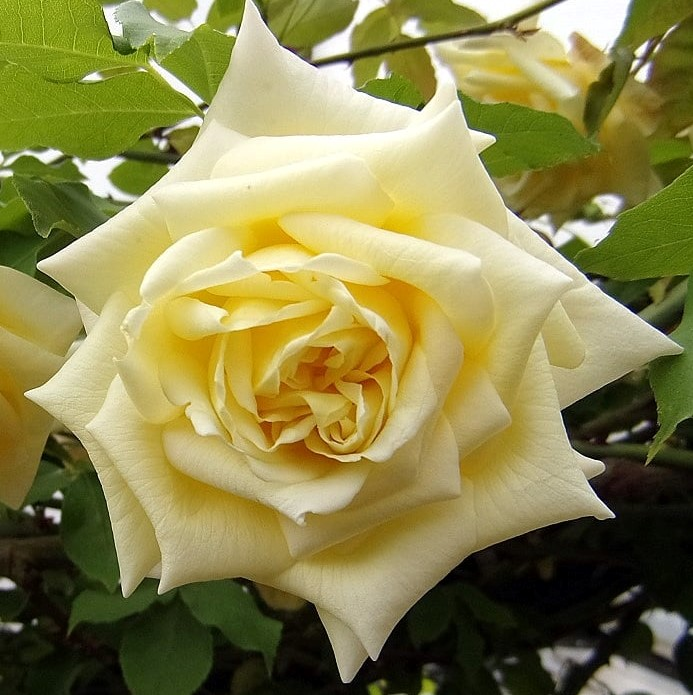
'Maréchal Niel' (Pradel, 1863)
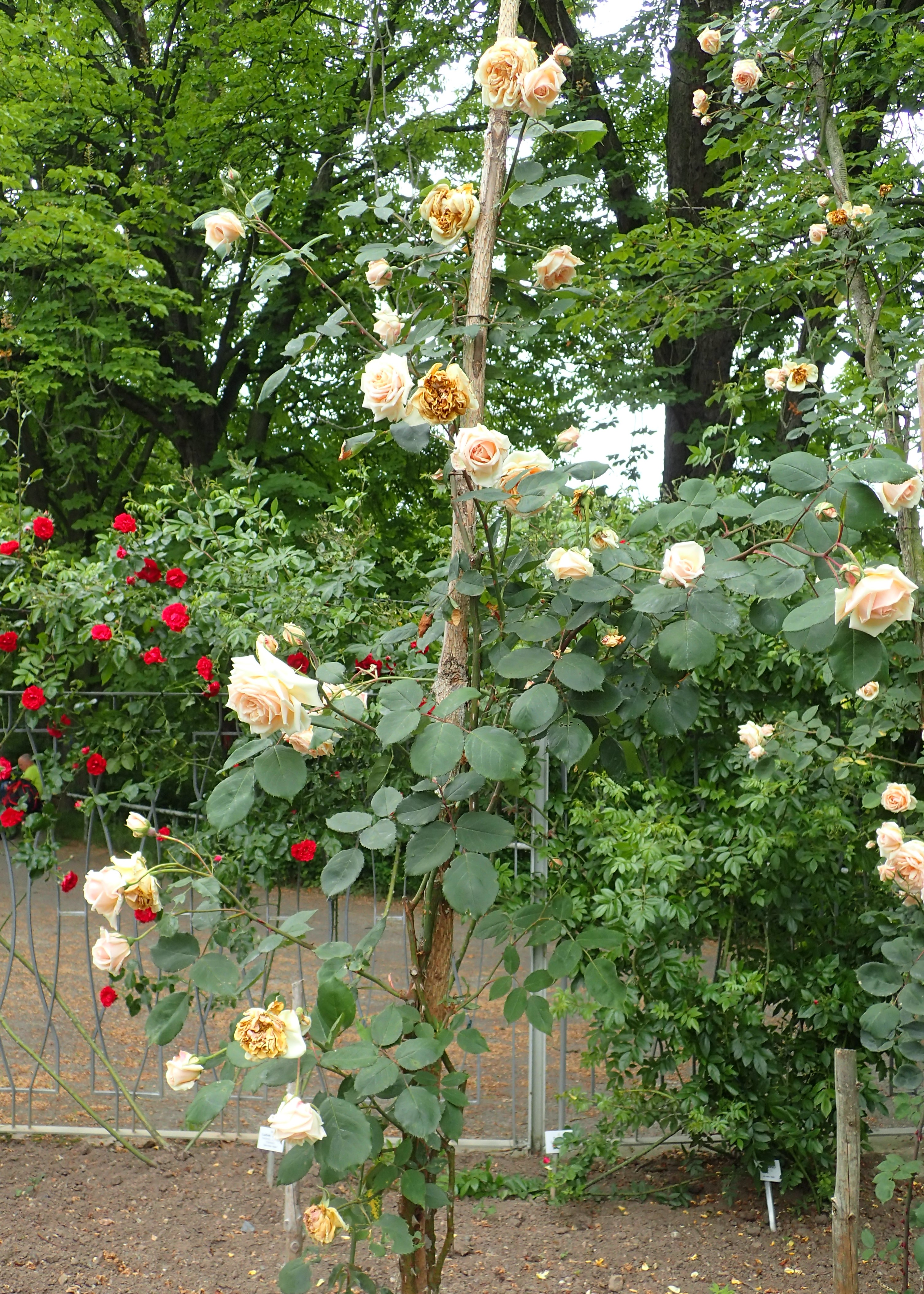
'Madame Bérard' (Levet, 1870)
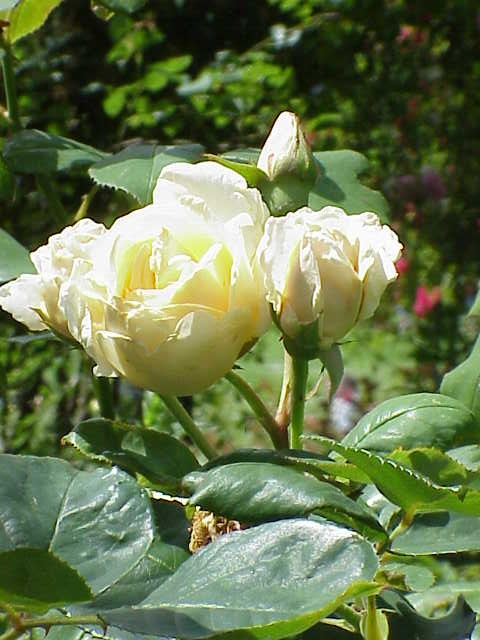
'Bouquet d´Or' (Ducher, 1872)
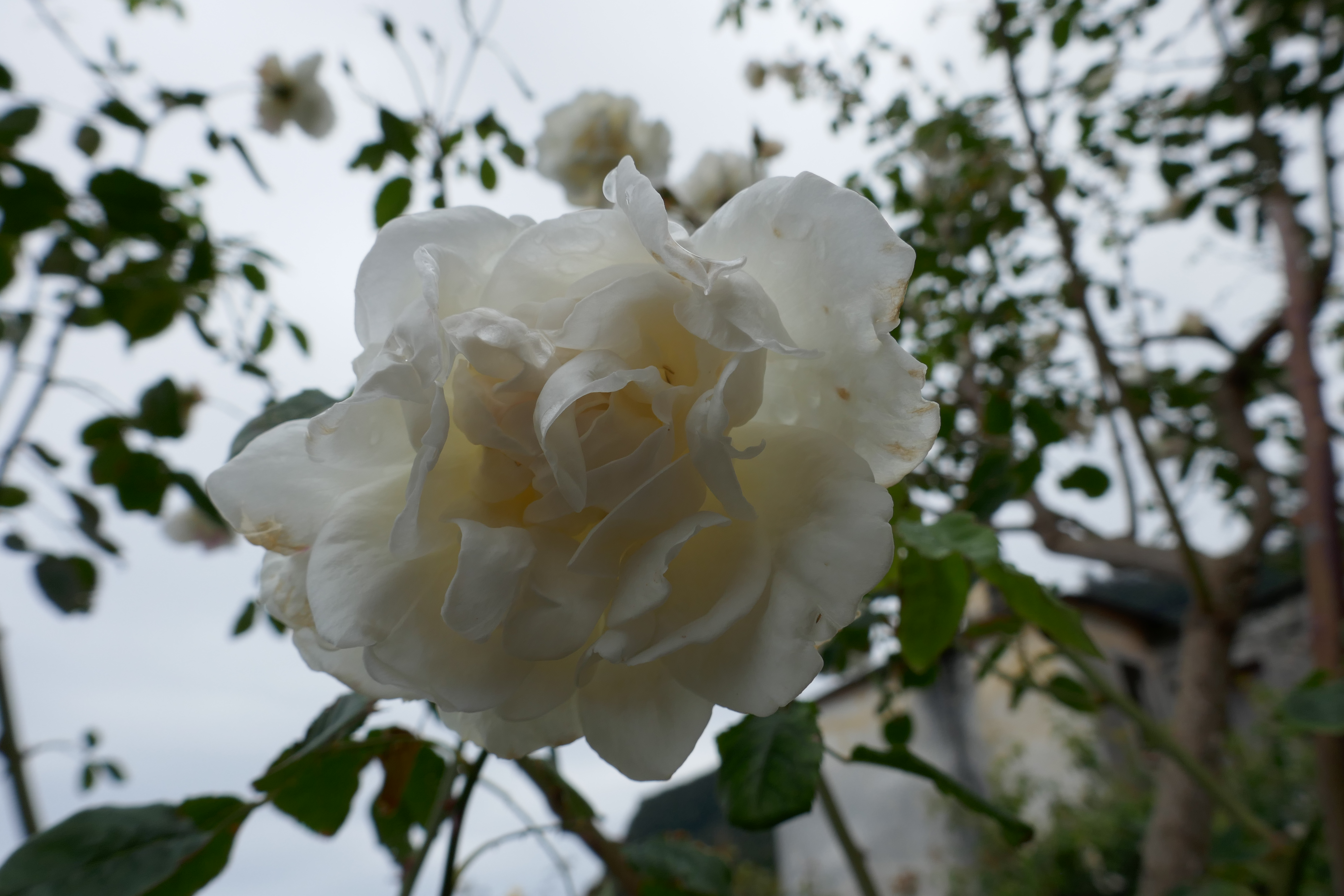
'Madame Alfred Carrière' (Schwartz, 1875)
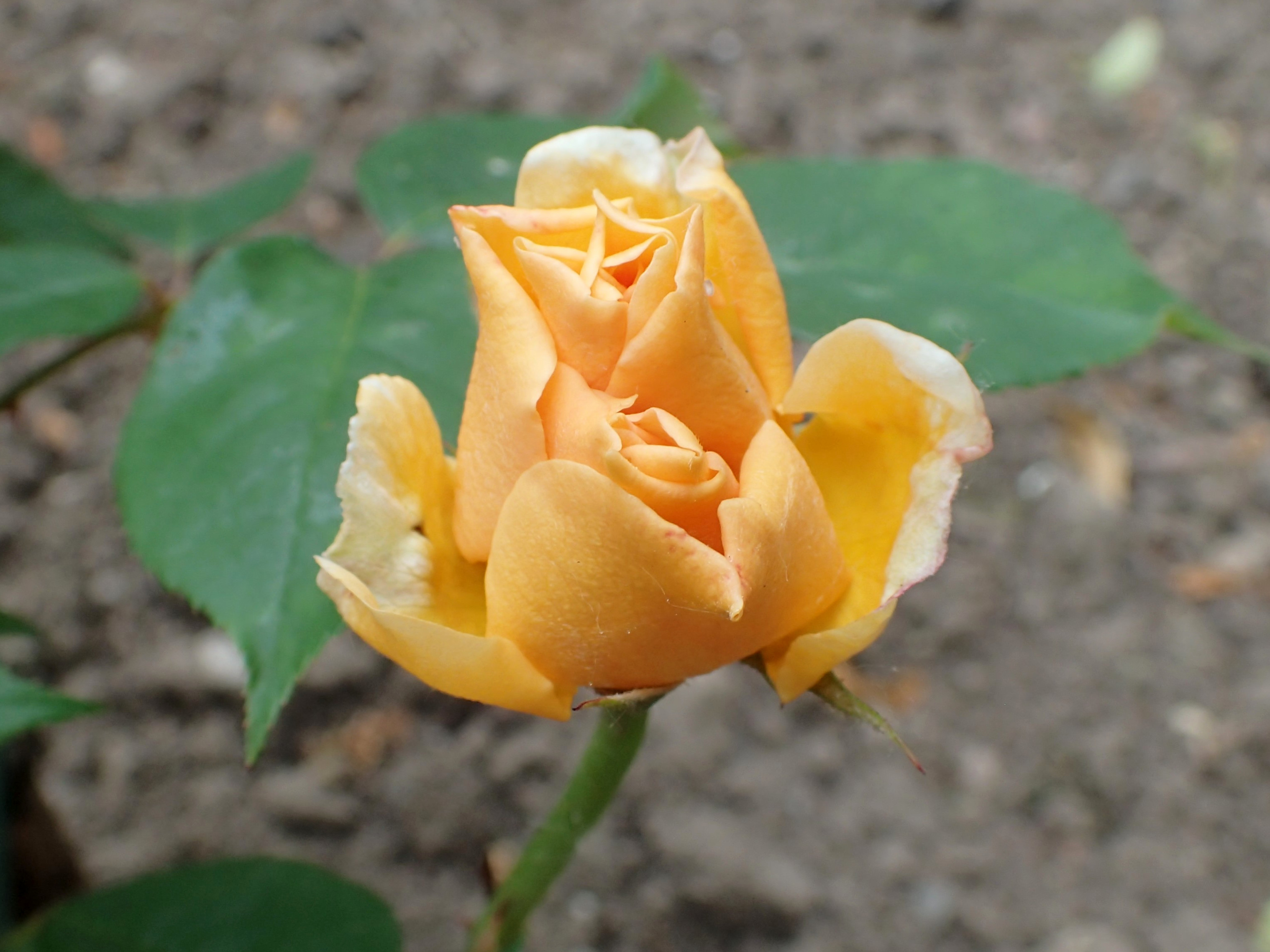
'William Allen Richardson' (Ducher, 1878)
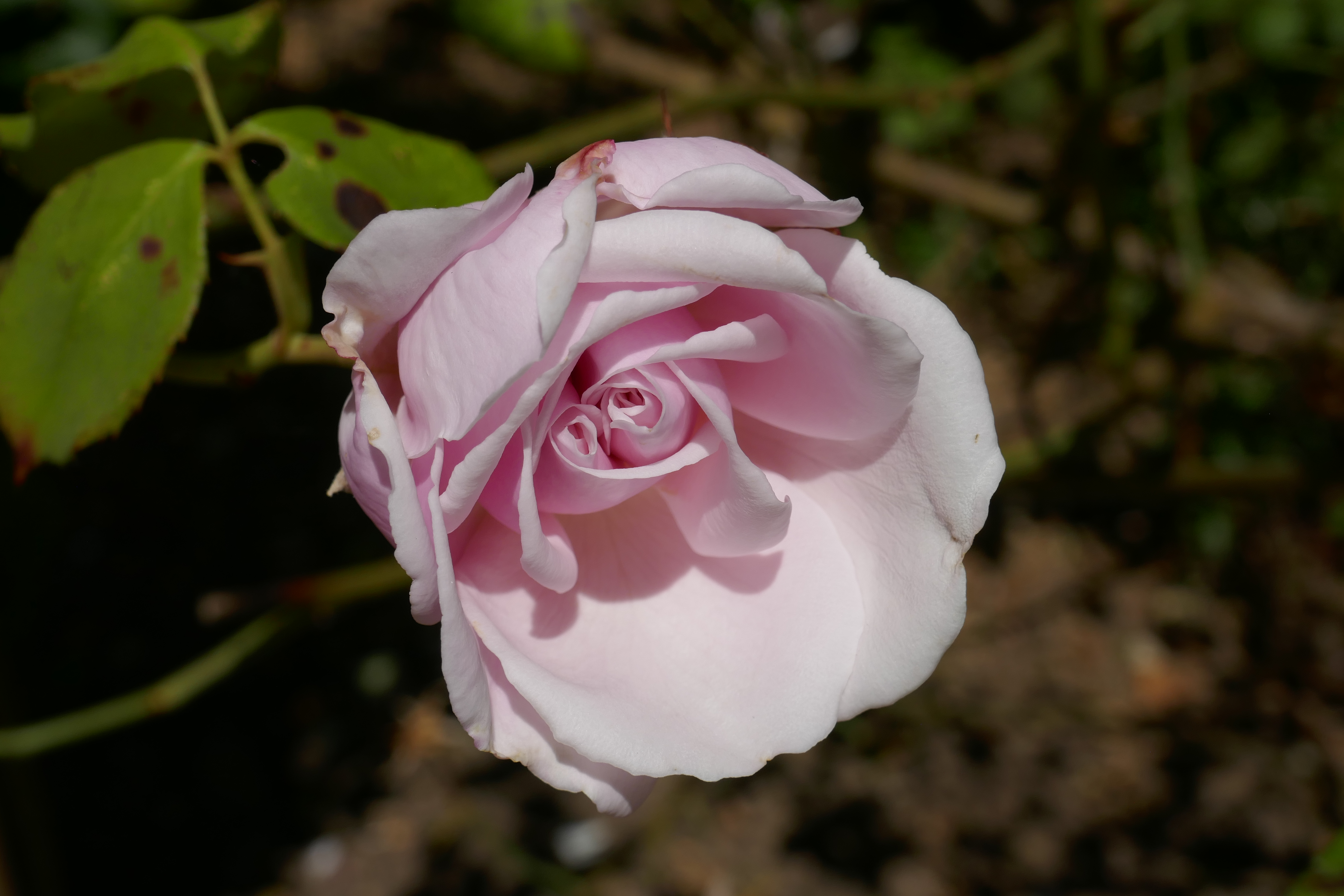
'Gribaldo Nicola' (Soupert & Notting, 1890)
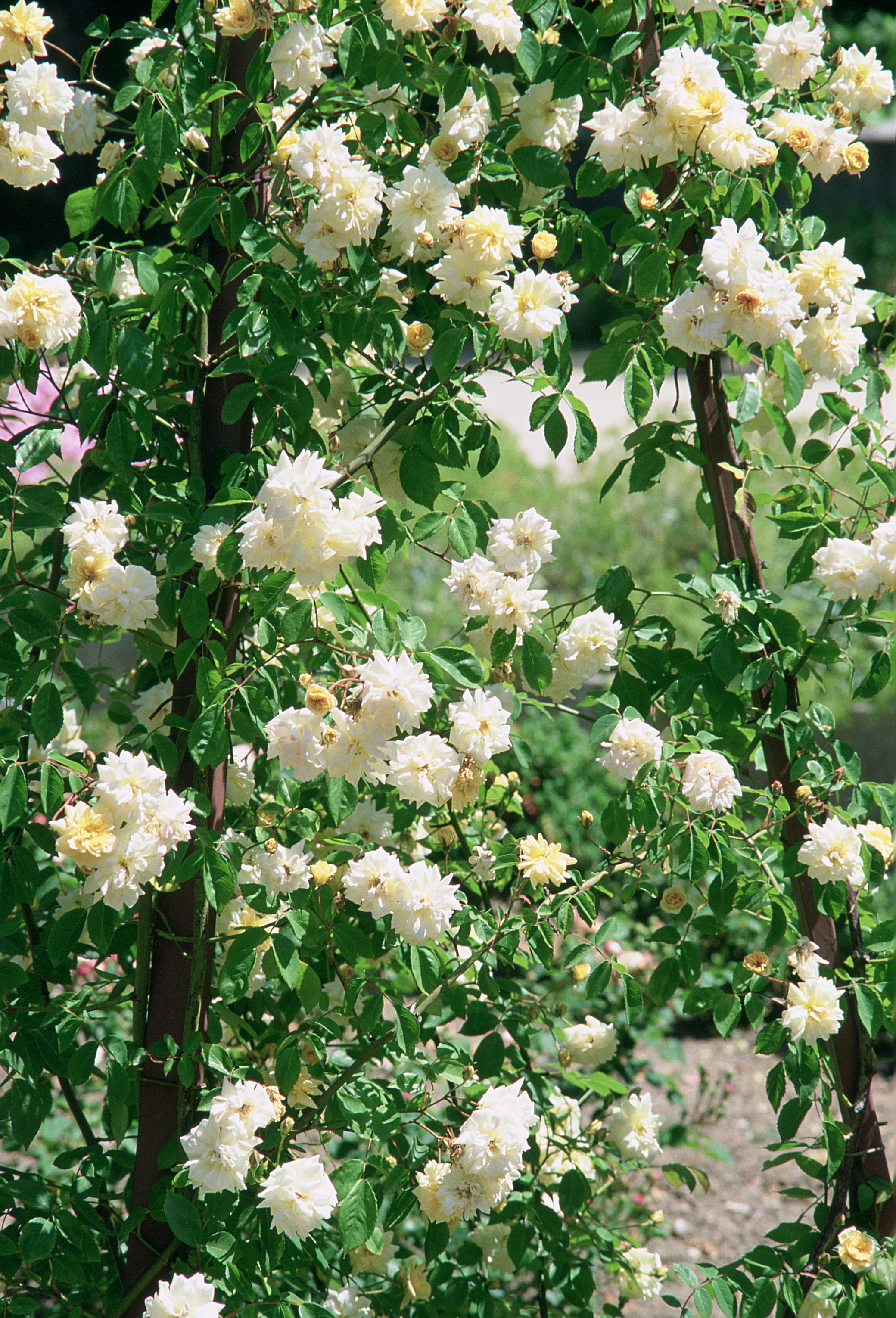
'Alister Stella Gray' (Gray, 1894)
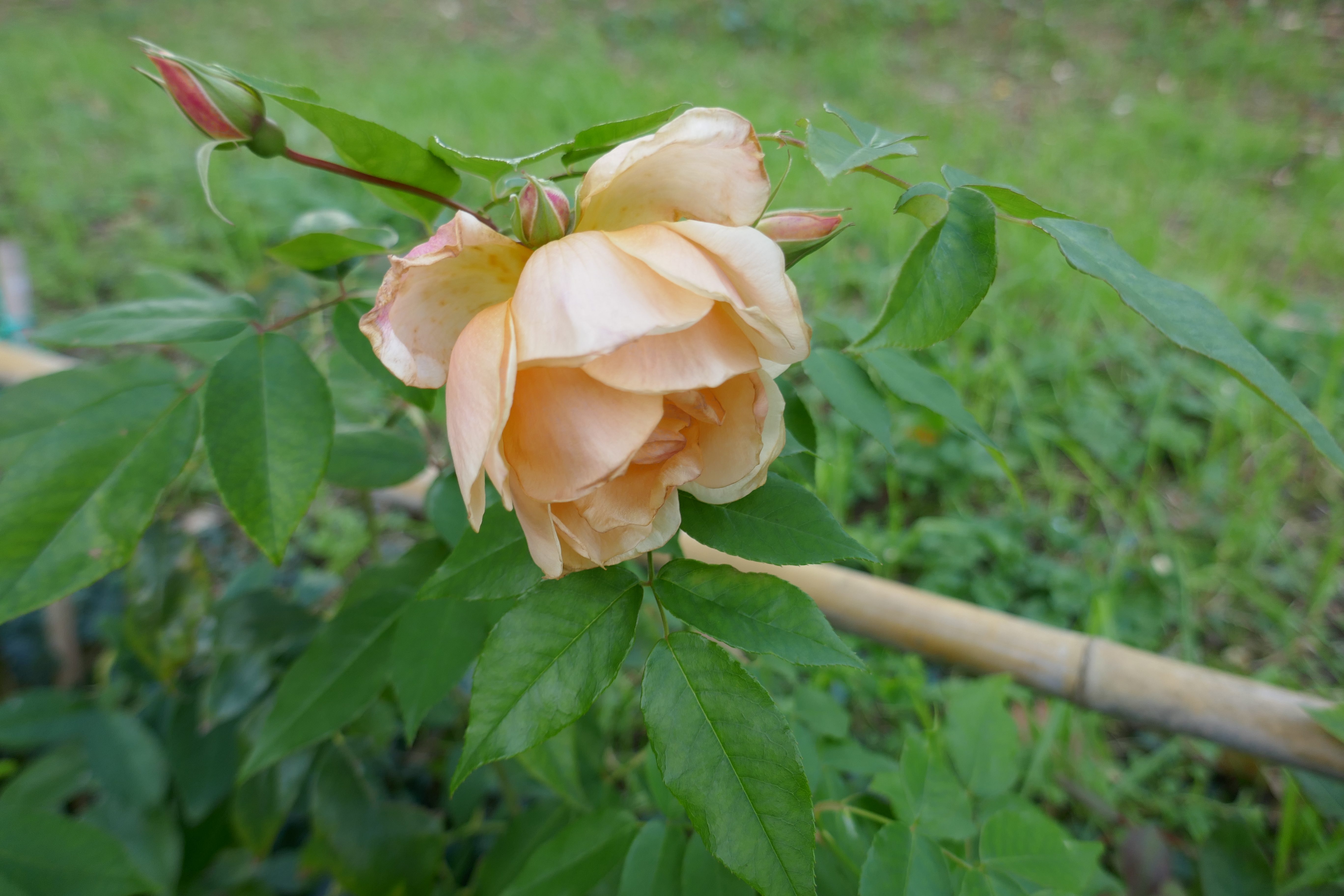
'Crépuscule' (Dubreuil, 1904)
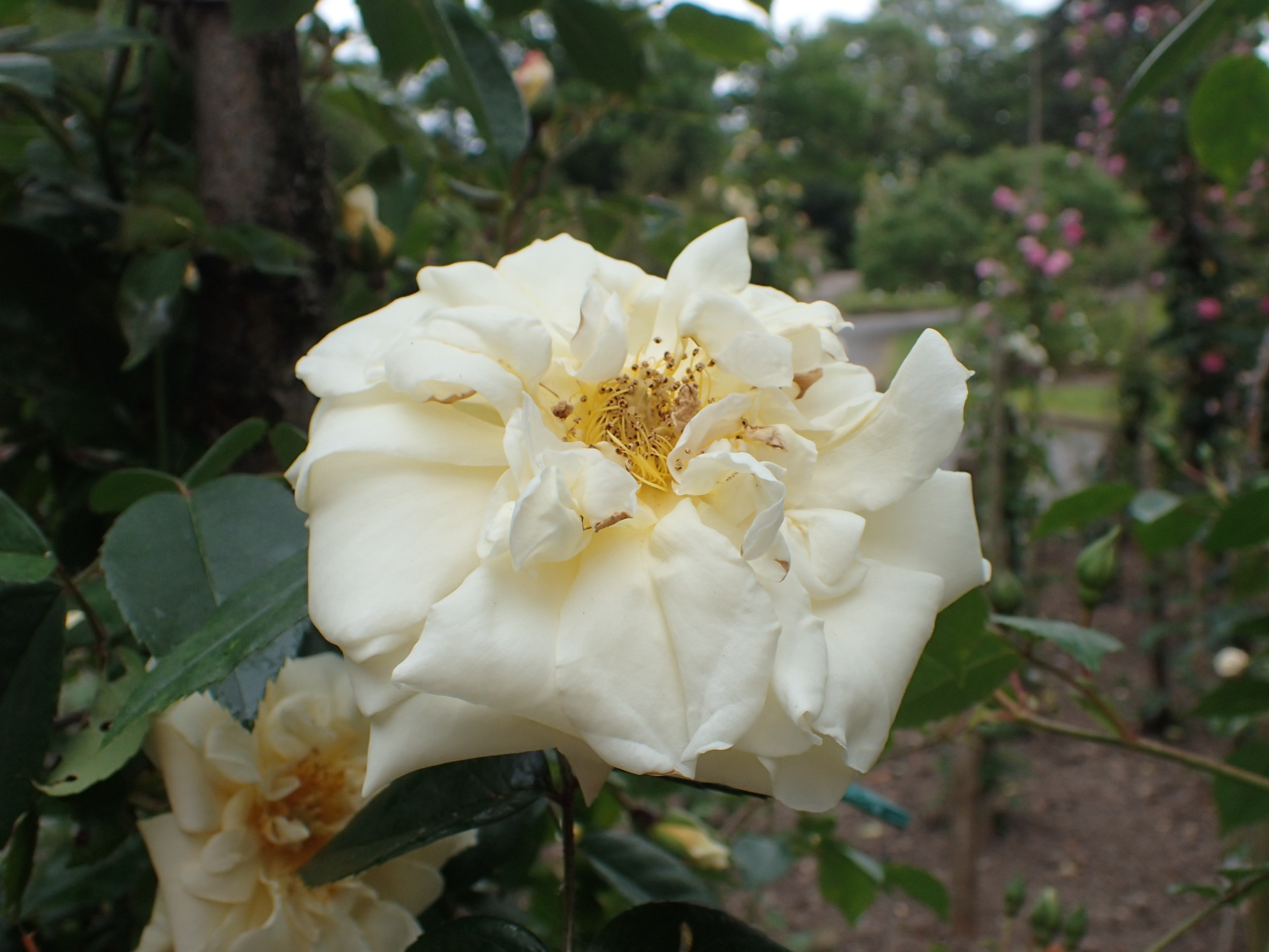
'Milkmaid' (Clark, 1925)

### Overige Noisette-rozen (selectie)
De volgende afbeeldingen geven een overzicht van Noisette-rozen, die niet in de voorgaande groepen thuishoren:

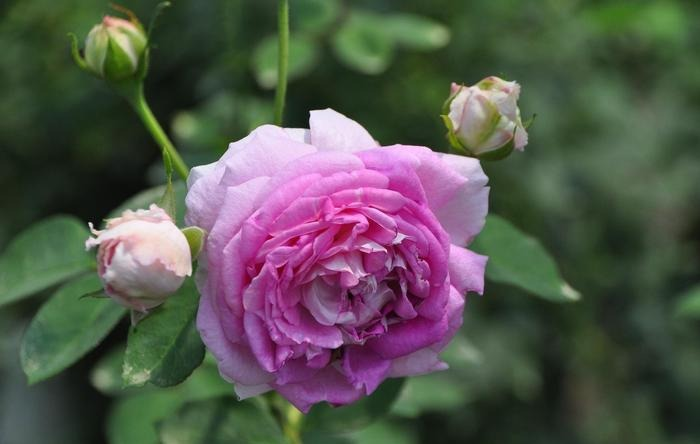
'Pavillon de Pregny' (Guillot, 1863)
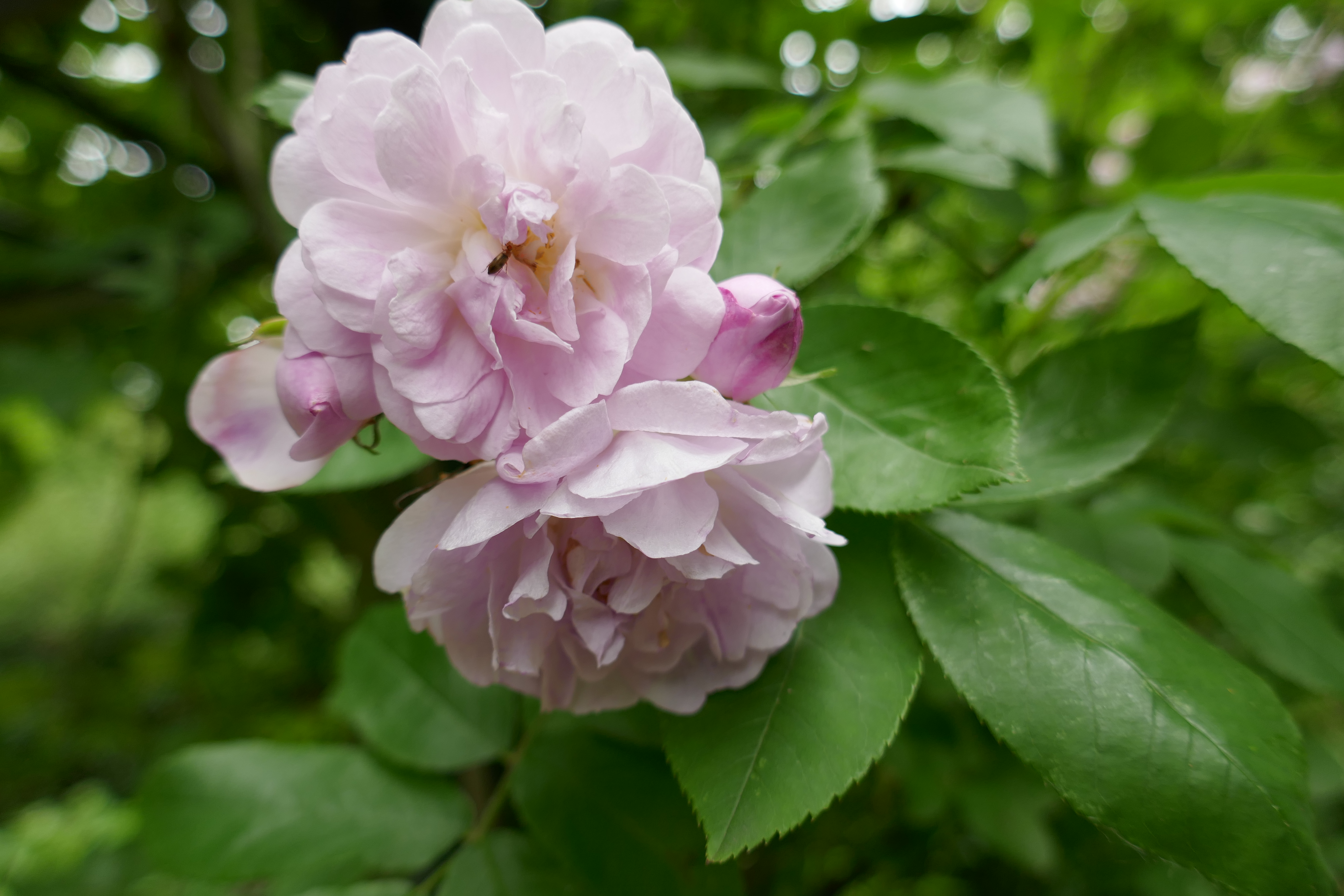
'Multiflore de Vaumarcus' (Menet, 1875)
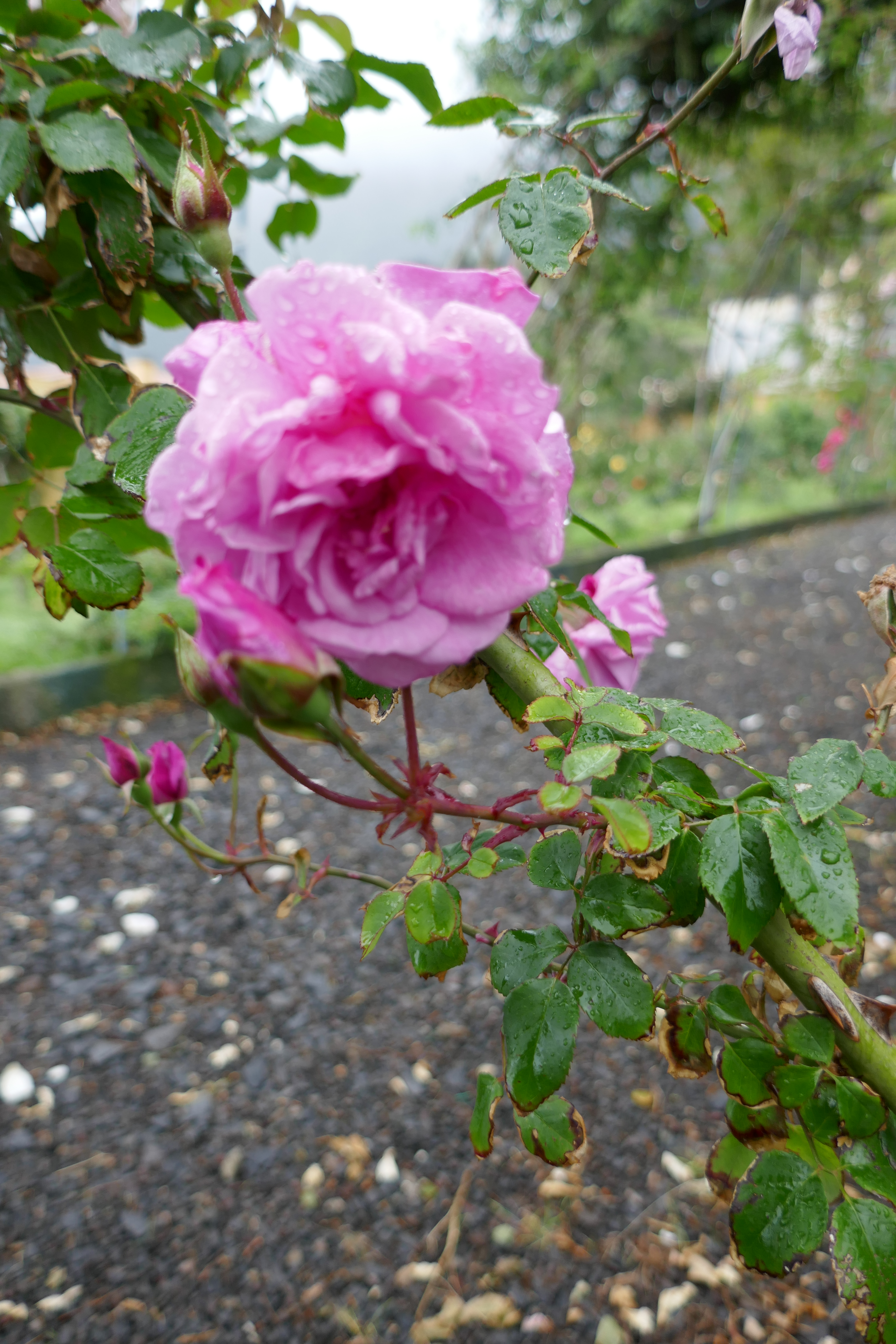
'Deschamps' (Deschamps, 1877)
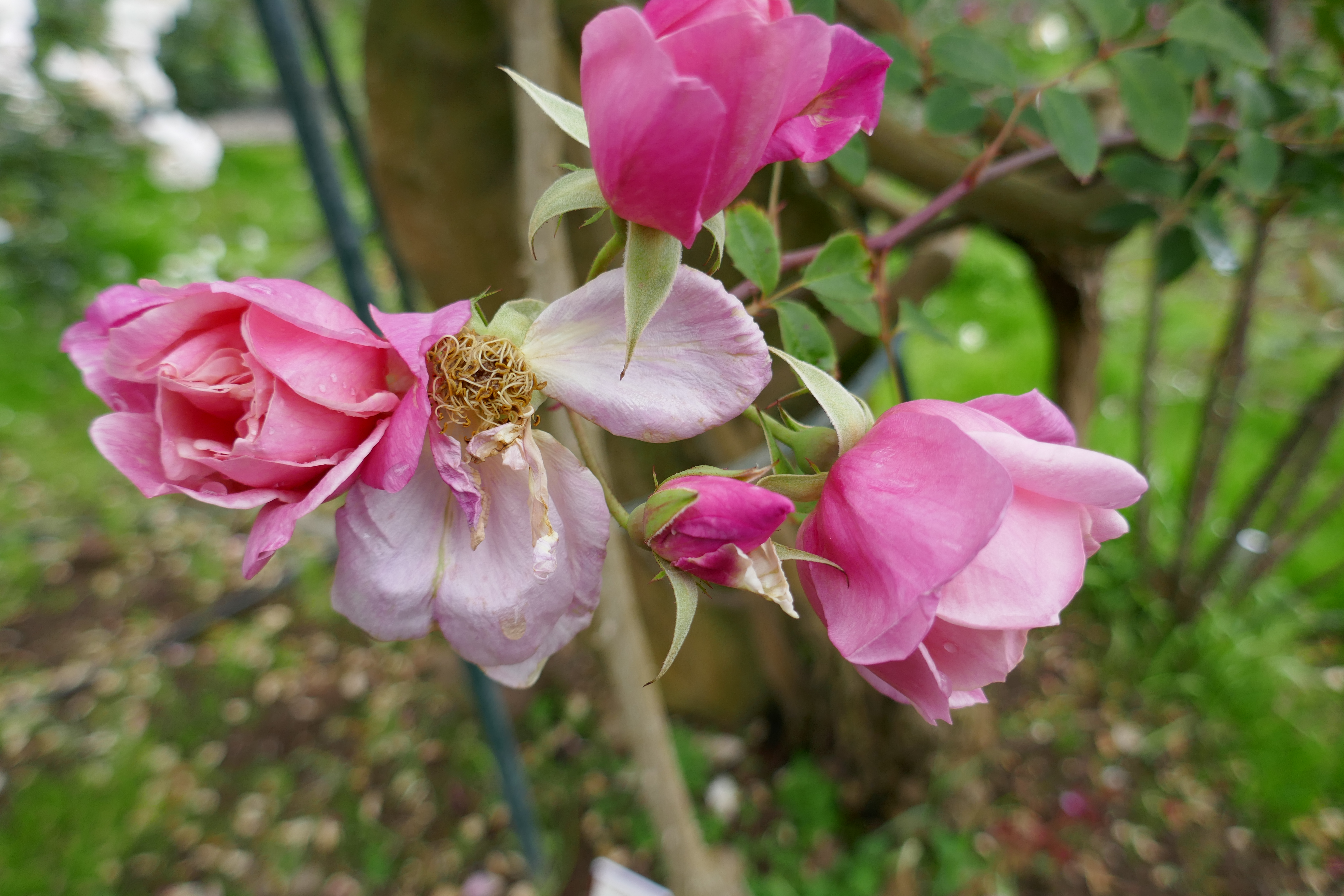
'Duarte de Oliveira' (Brassac, 1877)
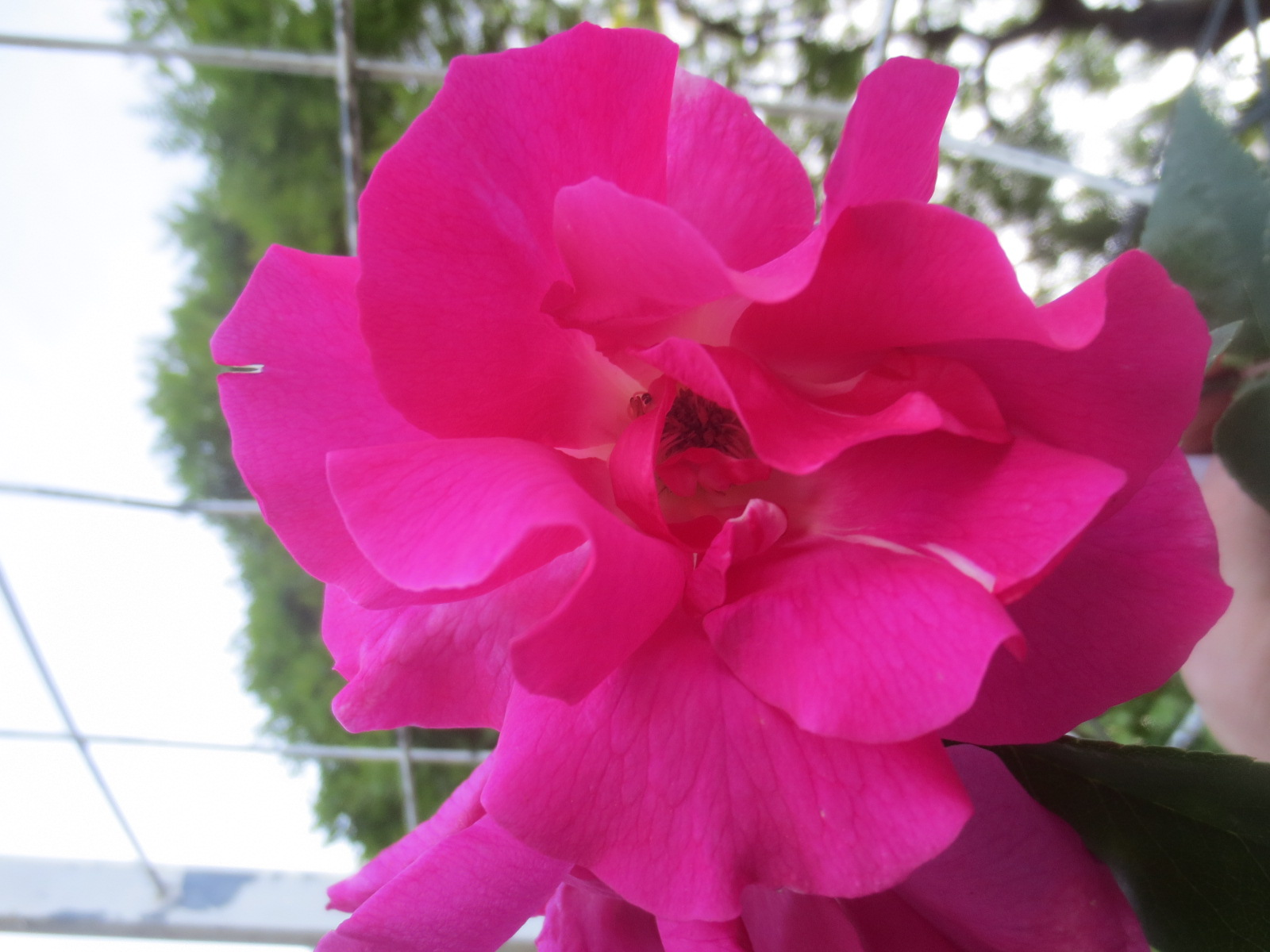
'Reine Olga de Würtemberg' (Nabonnand, 1881)
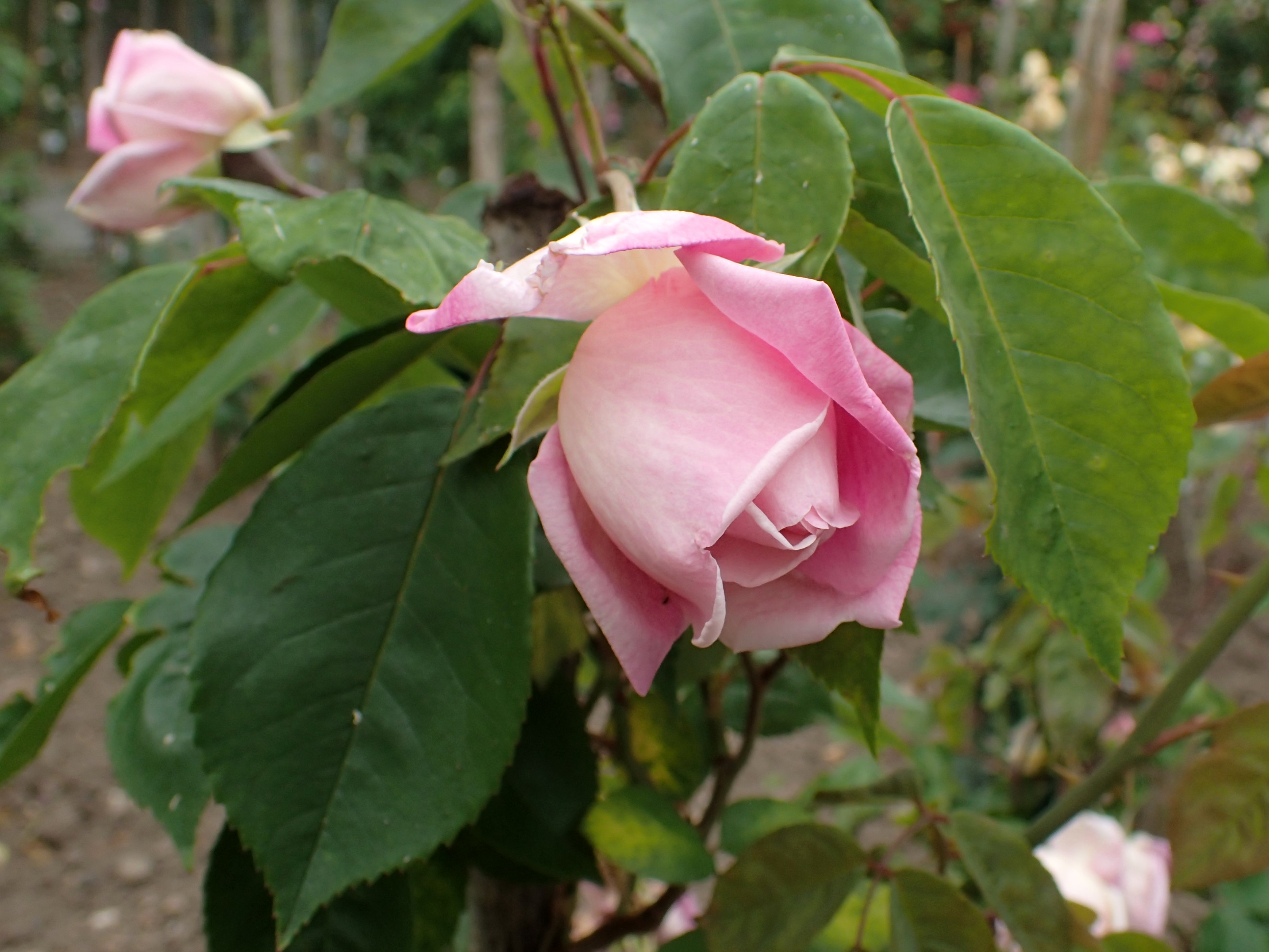
'Wasily Chludoff' (Nabonnand, 1886)
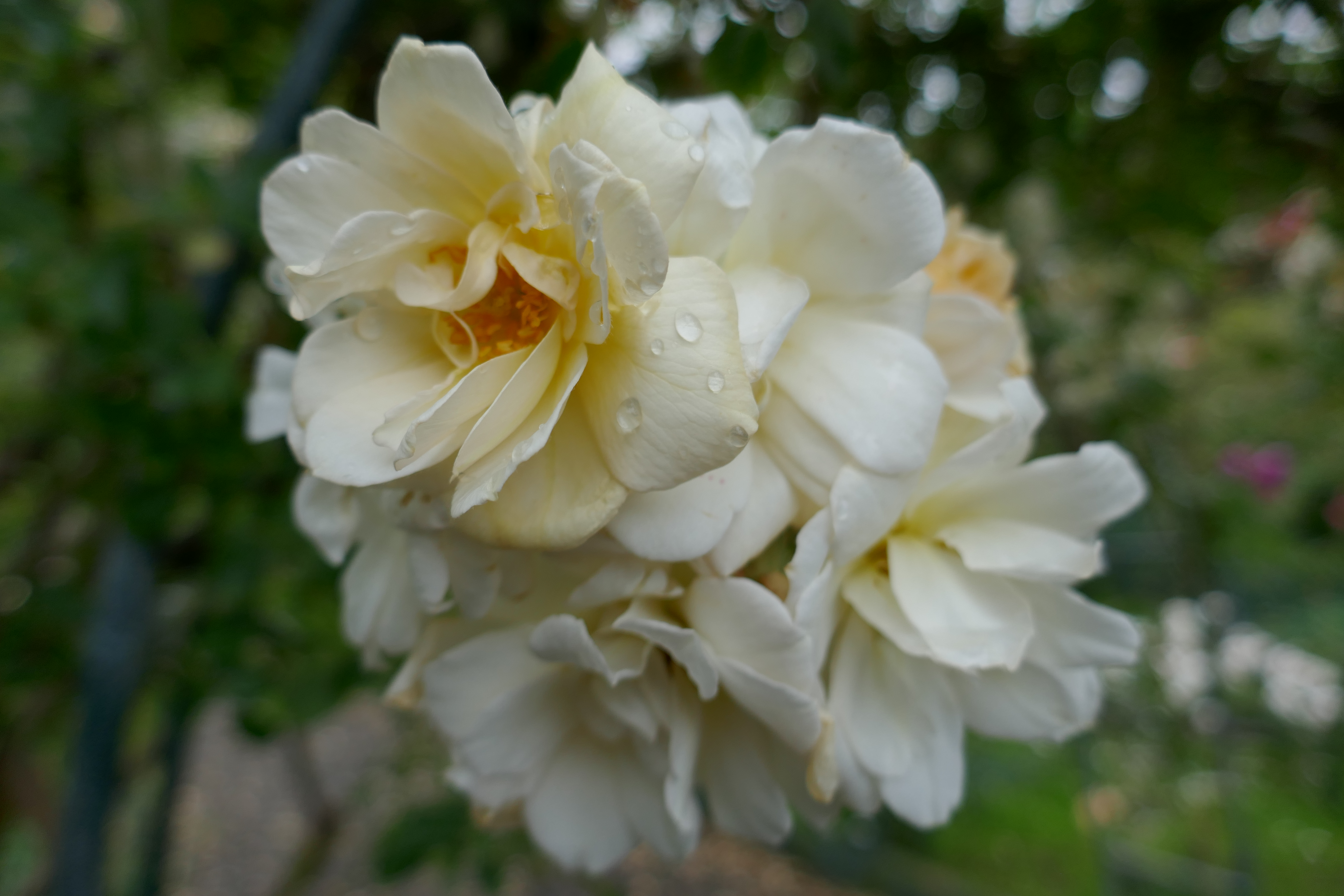
'Claire Jacquier' (Bernaix, 1887)
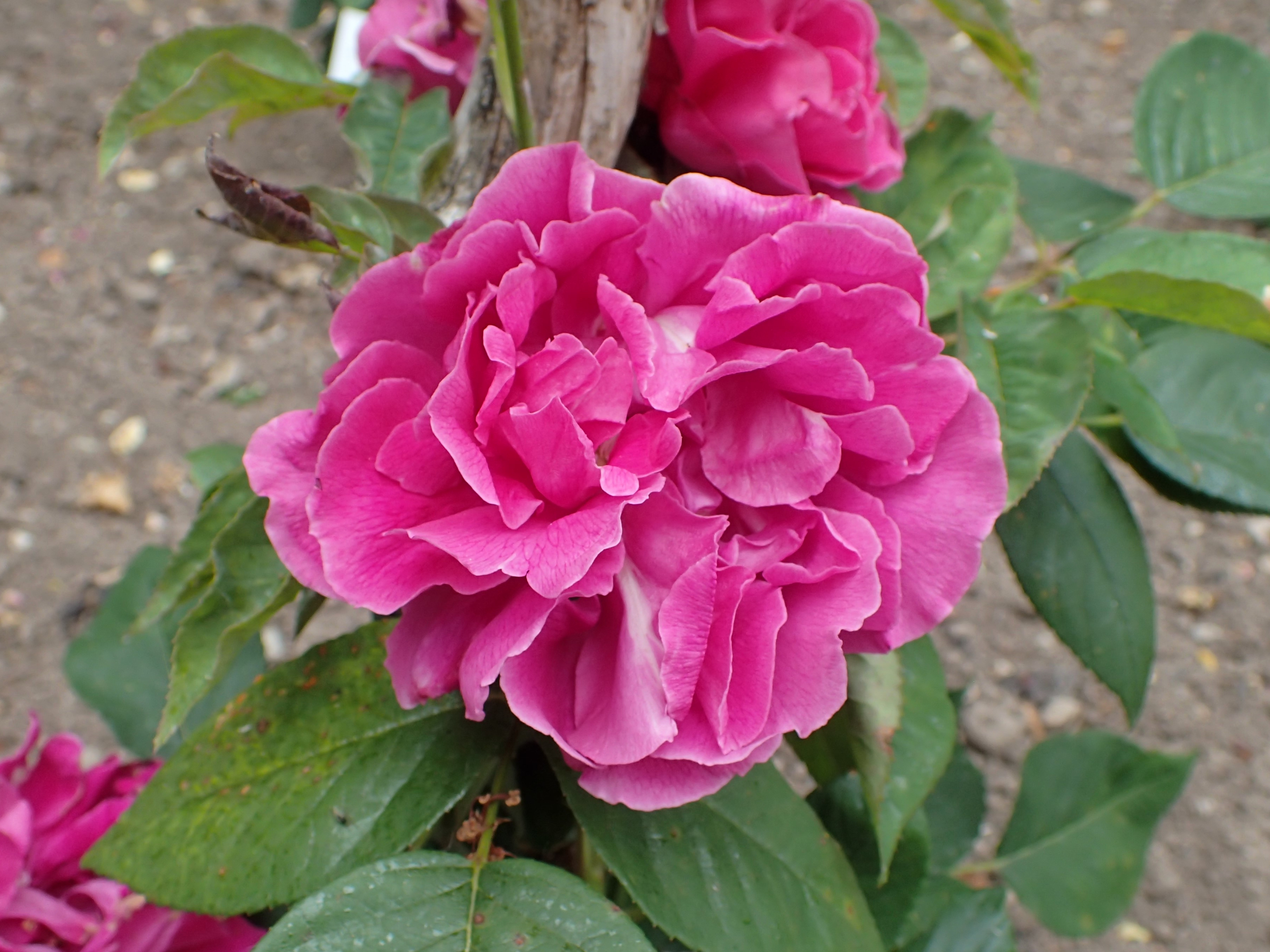
'Meteor' (Geschwind, 1887)
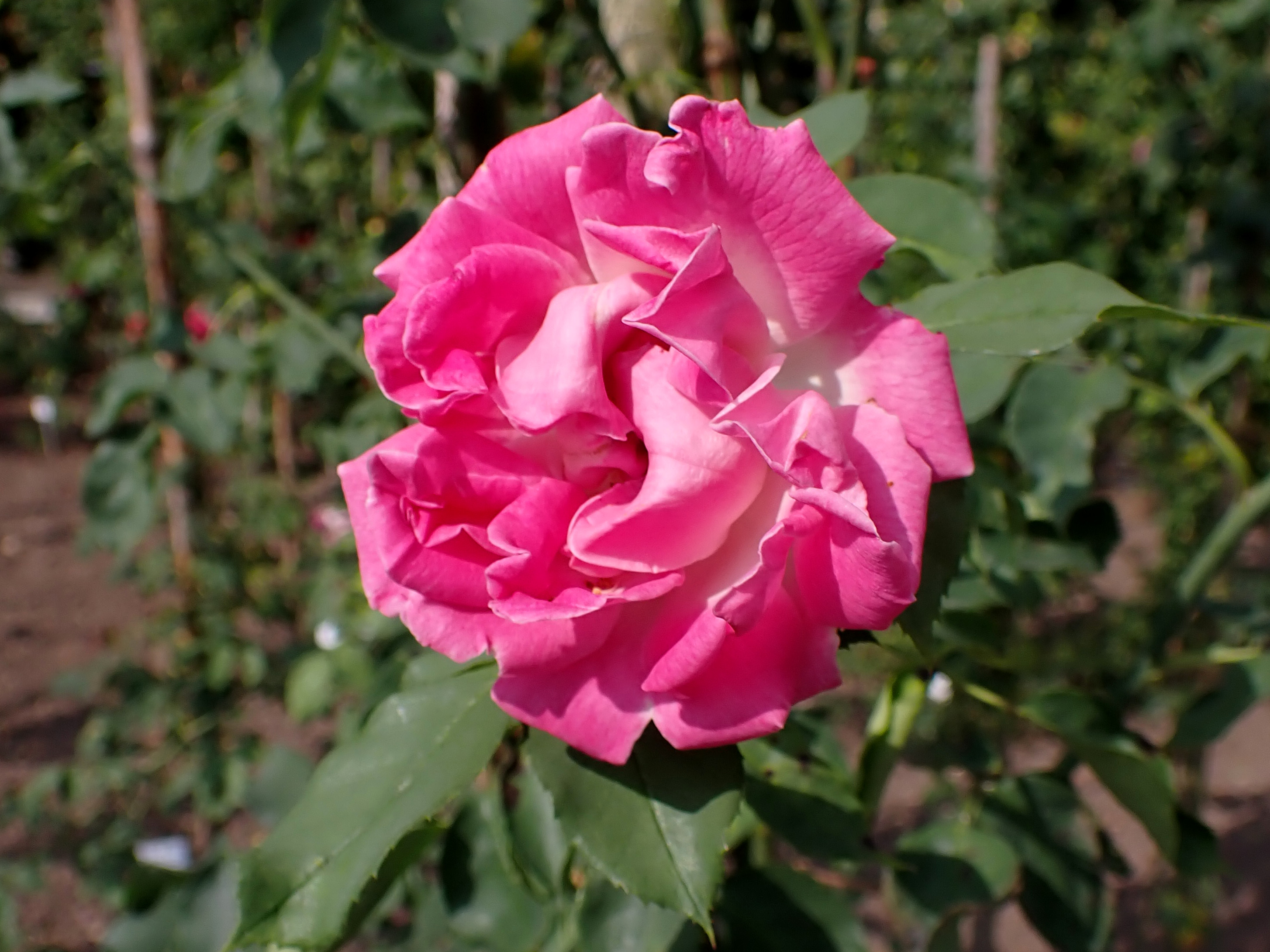
'Monsieur Rosier' (Nabonnand, 1887)
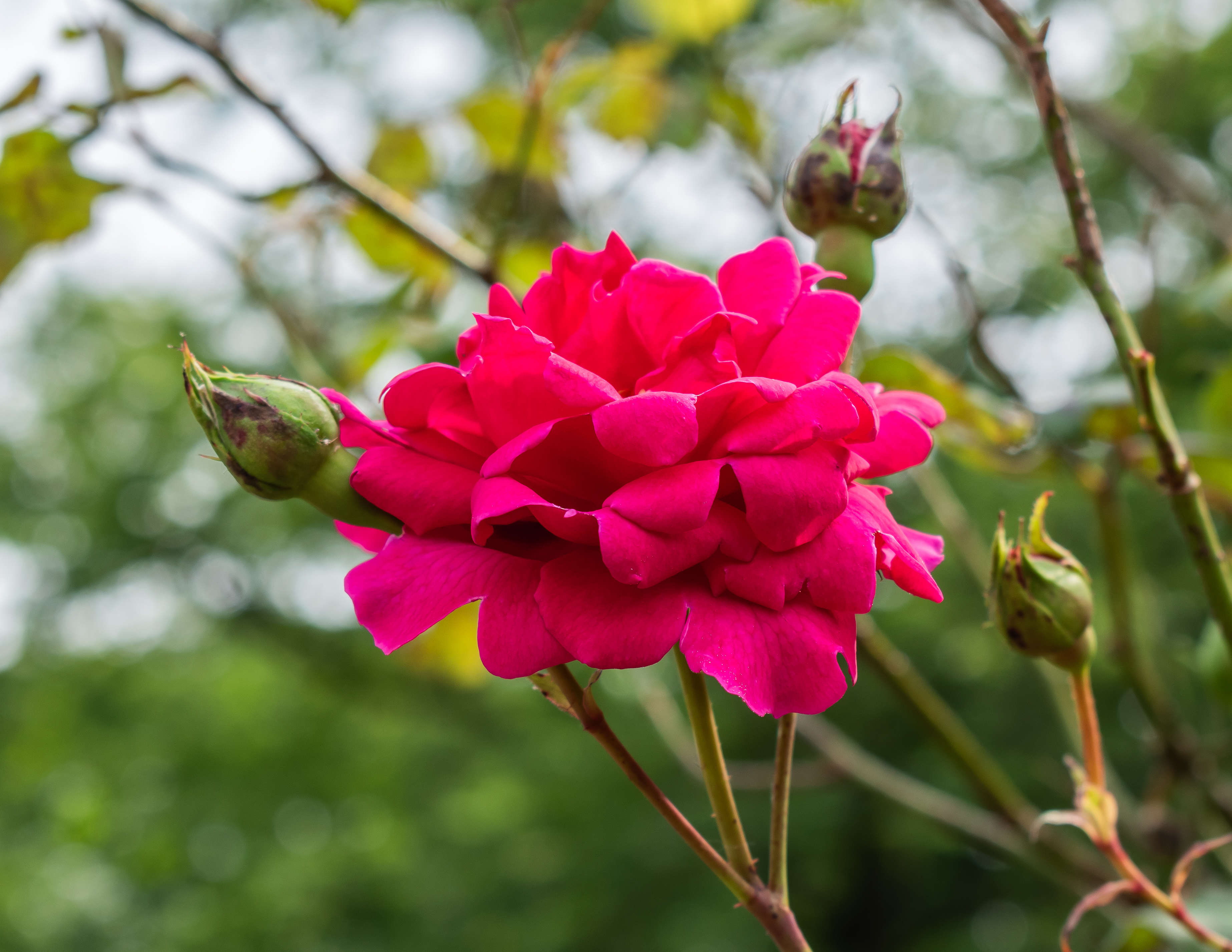
'Triomphe des Noisettes' (Pernet, 1887)
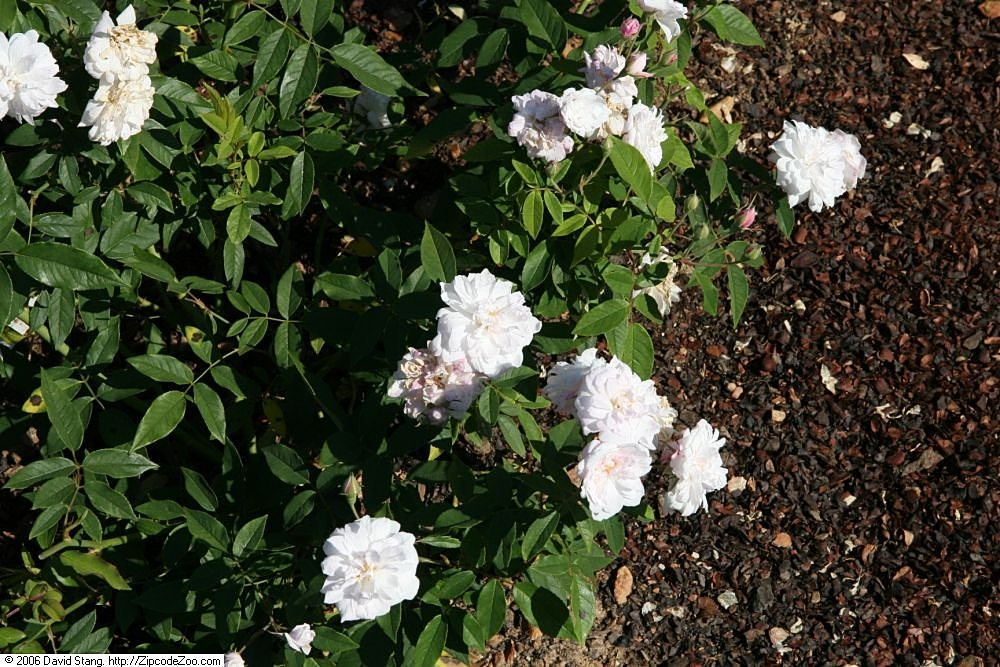
'Mary Washington' (onbekend, voor 1890)
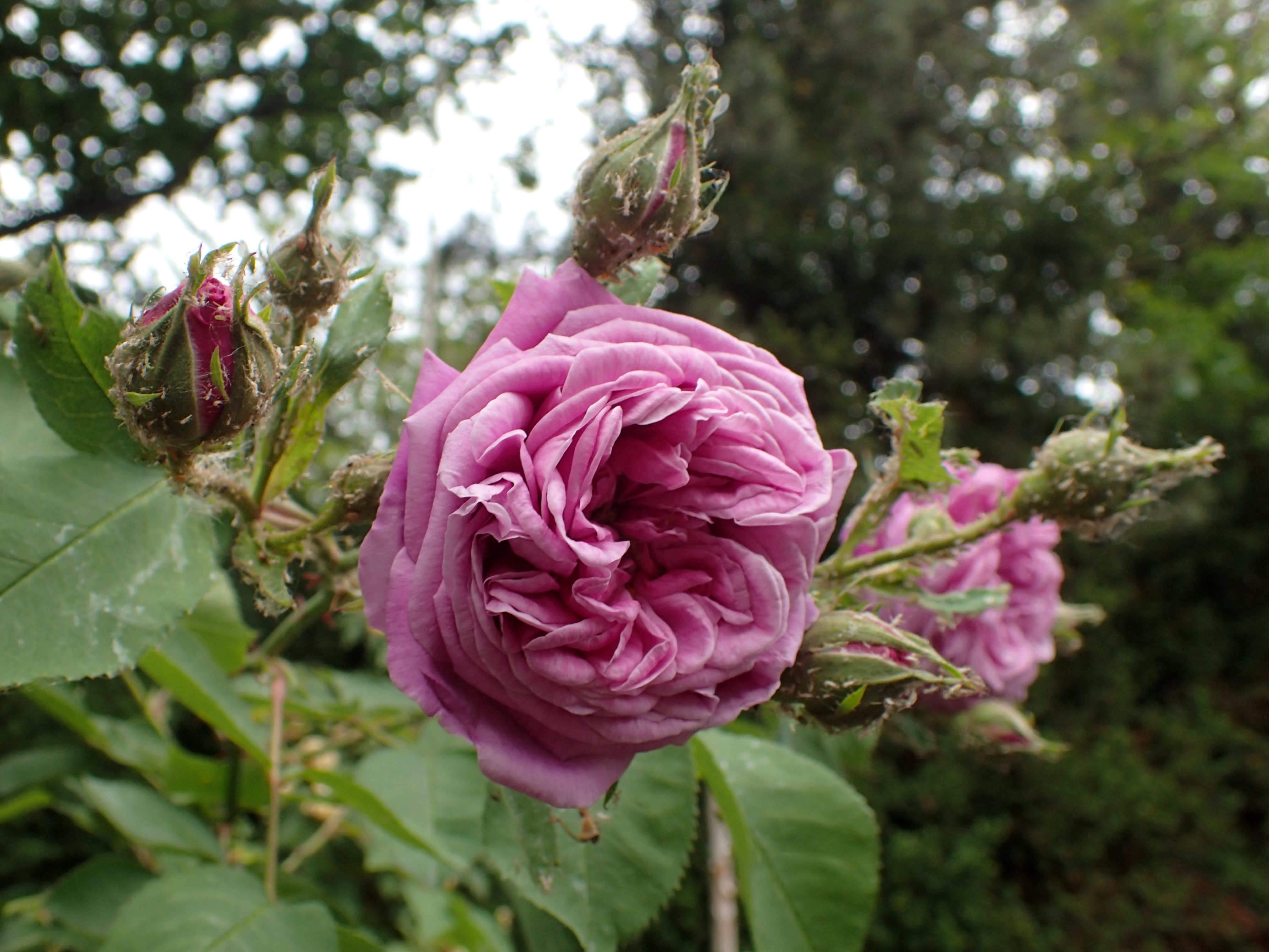
'Souvenir de Lucie' (Schwartz, 1893)
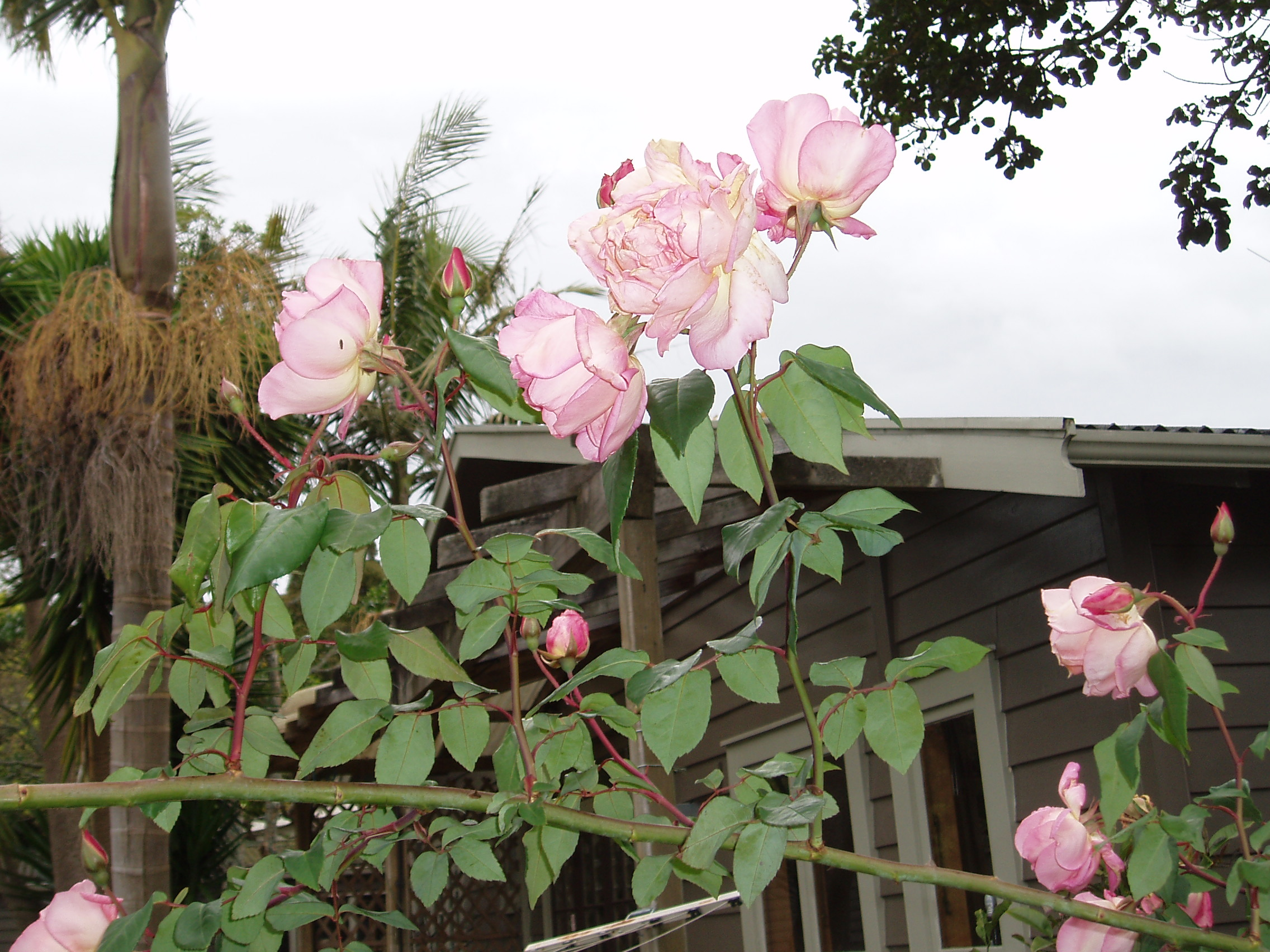
'Souvenir de Mme Leonie Viennot' (Bernaix, 1897)
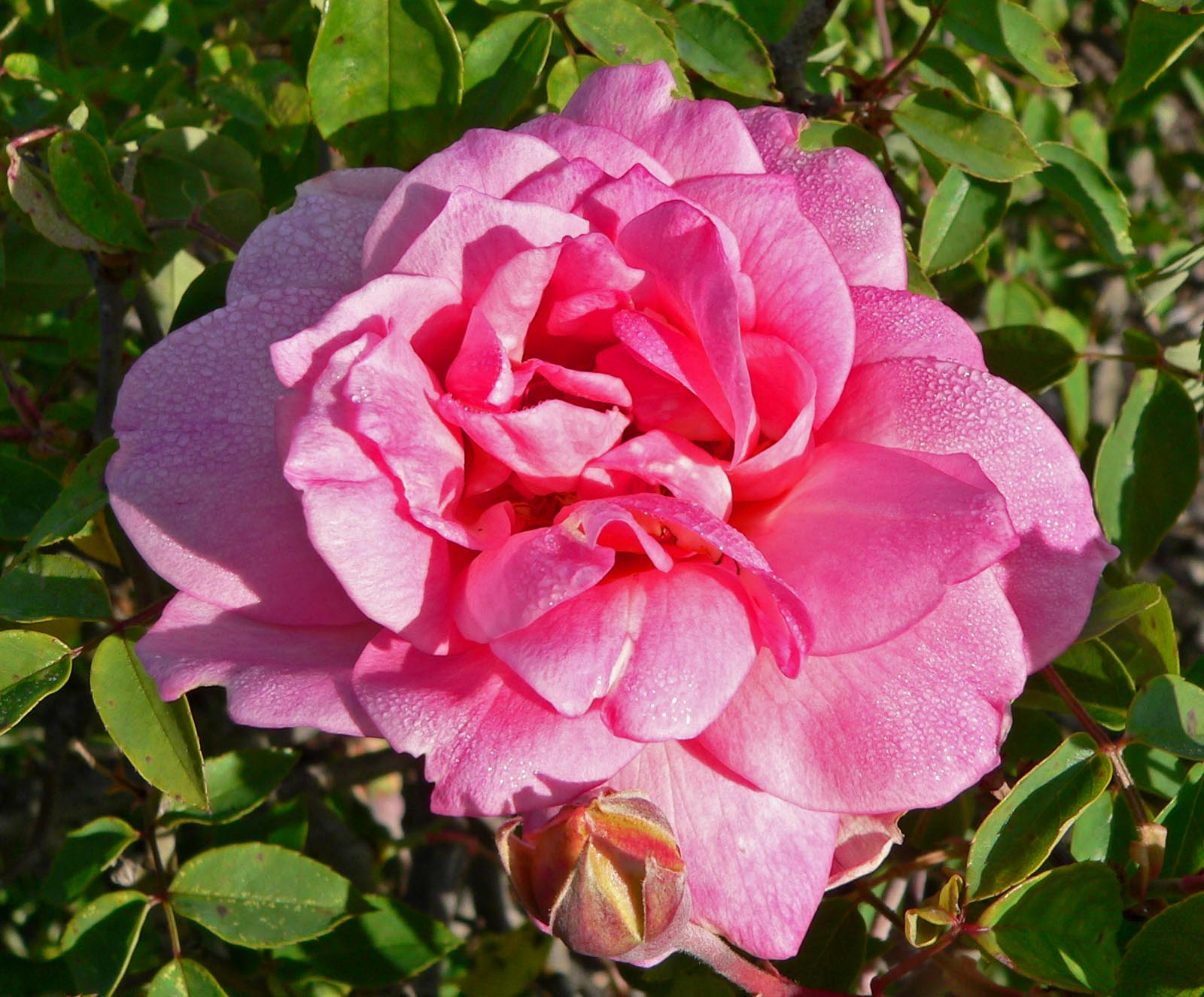
'Souvenir de Mme Ladvocat' (Veysset, 1899)
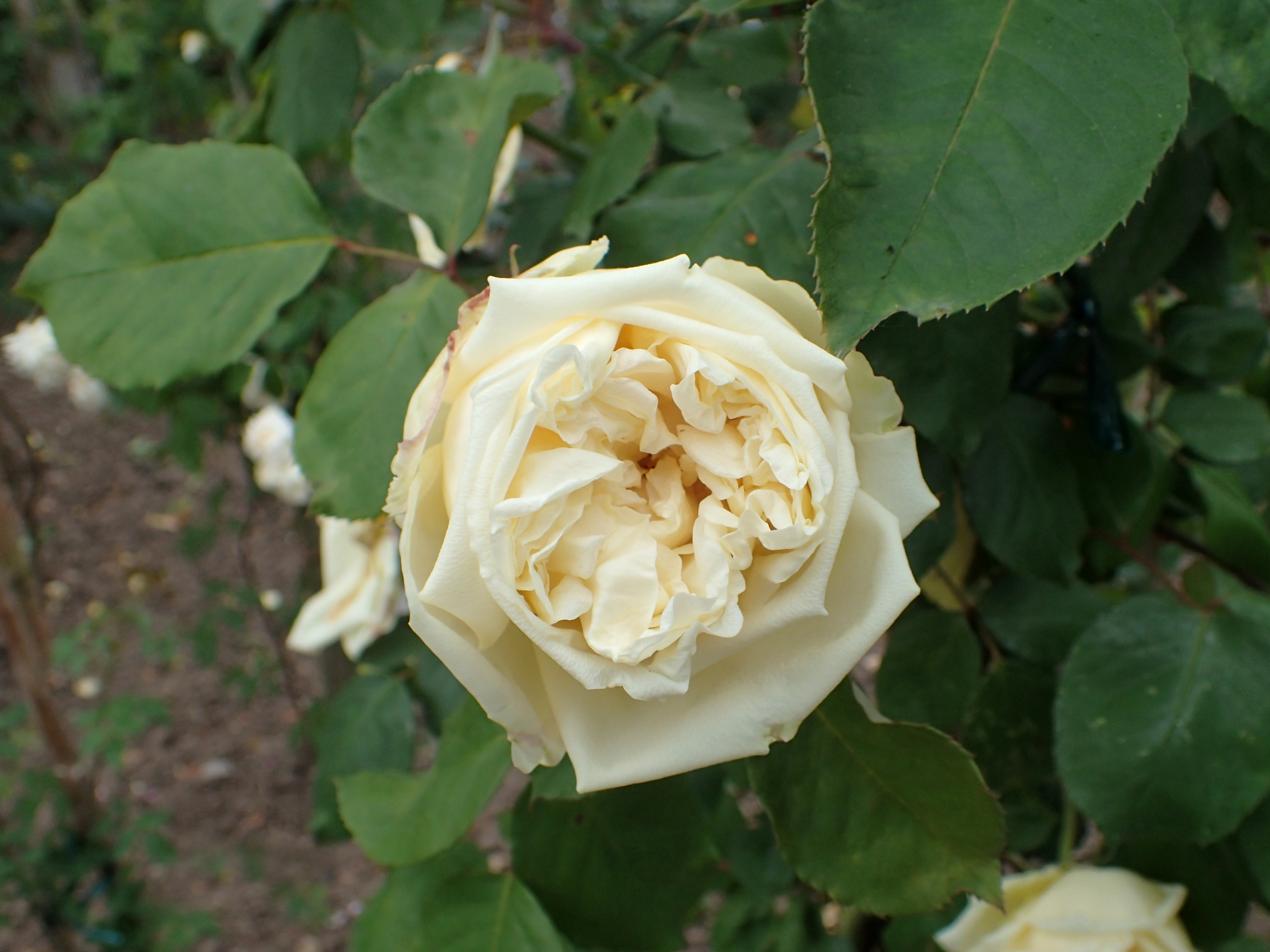
'Gruß an Friedberg' (Rogmans, 1902)